# Suzuki Alto
Suzuki Alto – samochód osobowy typu hatchback lub furgon produkowany na całym świecie od 1979 roku.

## Opis modelu

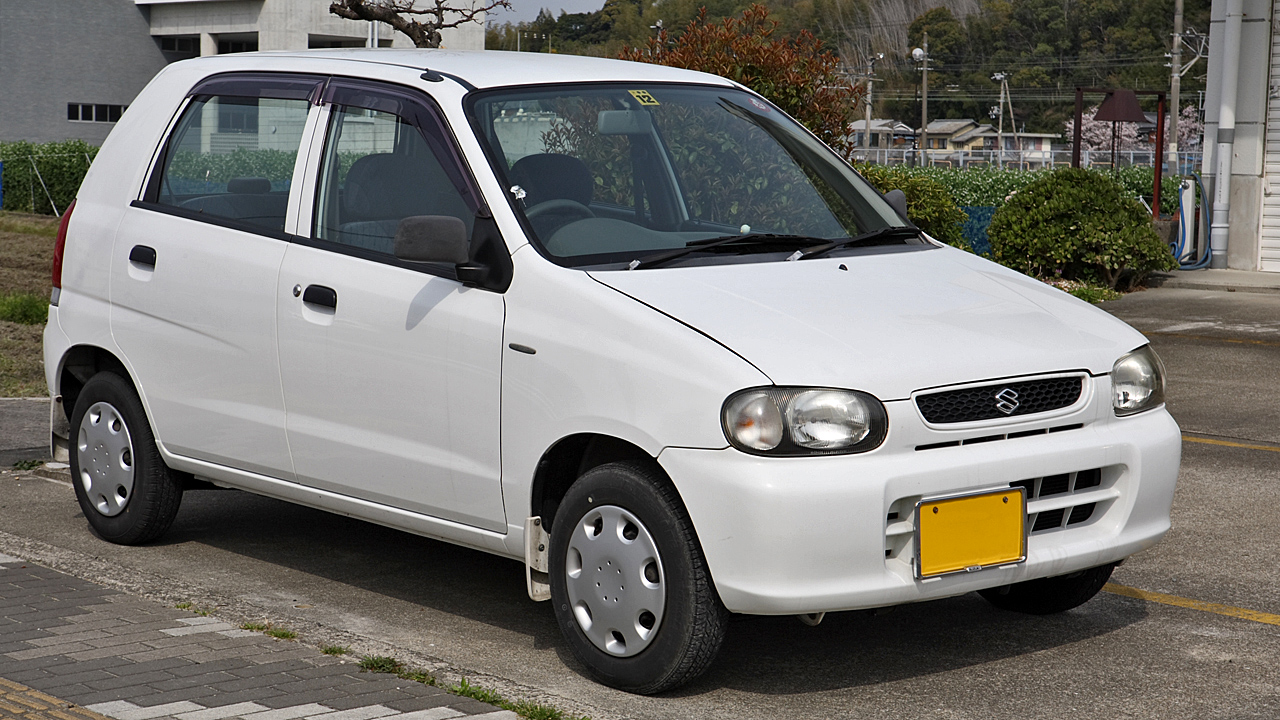
Suzuki Alto IV

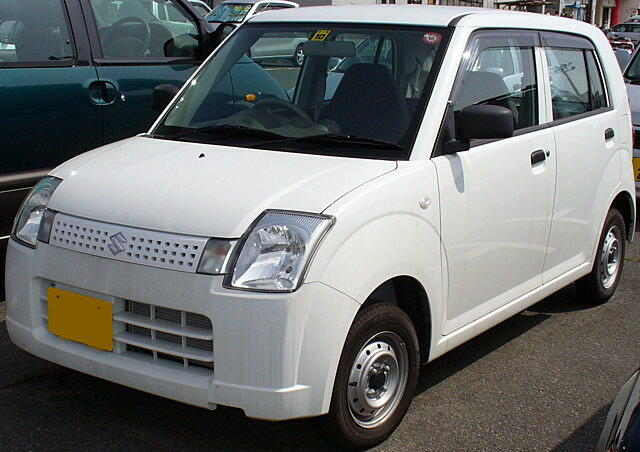
Japońskie Suzuki Alto V

Model ten odznacza się trwałością, jest bardzo oszczędny i doskonale sprawdza się na zatłoczonych ulicach.
Swoją historię Suzuki Alto rozpoczęło pod koniec lat 70. XX wieku. Występuje w wersji trzy- i pięciodrzwiowej i posiada napęd na przednią oś.
Od 1986 roku sprzedawany jest w dwóch różnych wersjach - w Japonii jako Alto, na którym bazowali m.in. Koreańczycy tworząc Daewoo Tico i jako model Maruti 800 a następnie Maruti Zen, produkowane w Indiach.
Obecna generacja została zaprezentowana na Paris Motor Show 2008. Jego bliźniaczą wersją jest Nissan Pixo.

## Pierwsza generacja

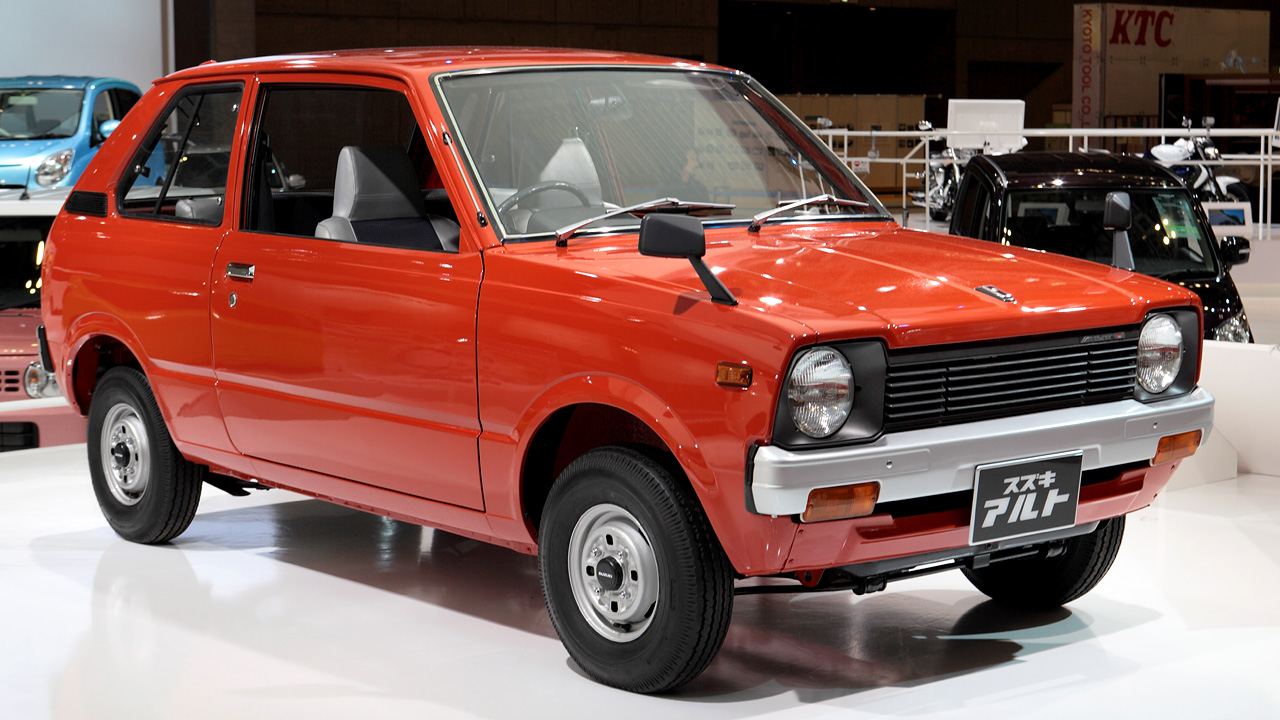
Suzuki Alto 1979-82

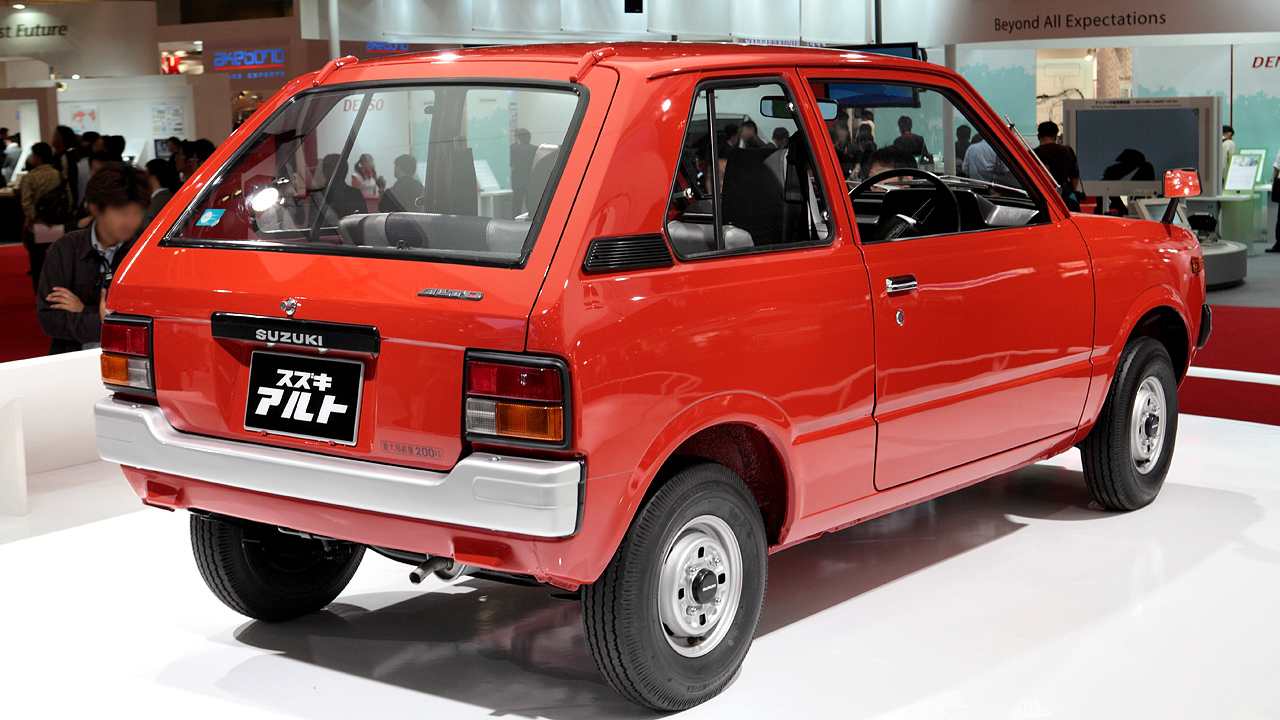
Suzuki Alto 1979-82

Suzuki Alto I – samochód osobowy produkowany w latach 1979–1984 przez koncern Suzuki. Alto I należy do japońskiego segmentu Kei car. Mogło być wyposażone w dwa silniki:
- 539cm³
- 543cm³.

Alto występowało z 2-biegową skrzynią automatyczną i 4-biegową ręczną.
W 1984 roku zakończono produkcję Alto I. 

## Druga generacja

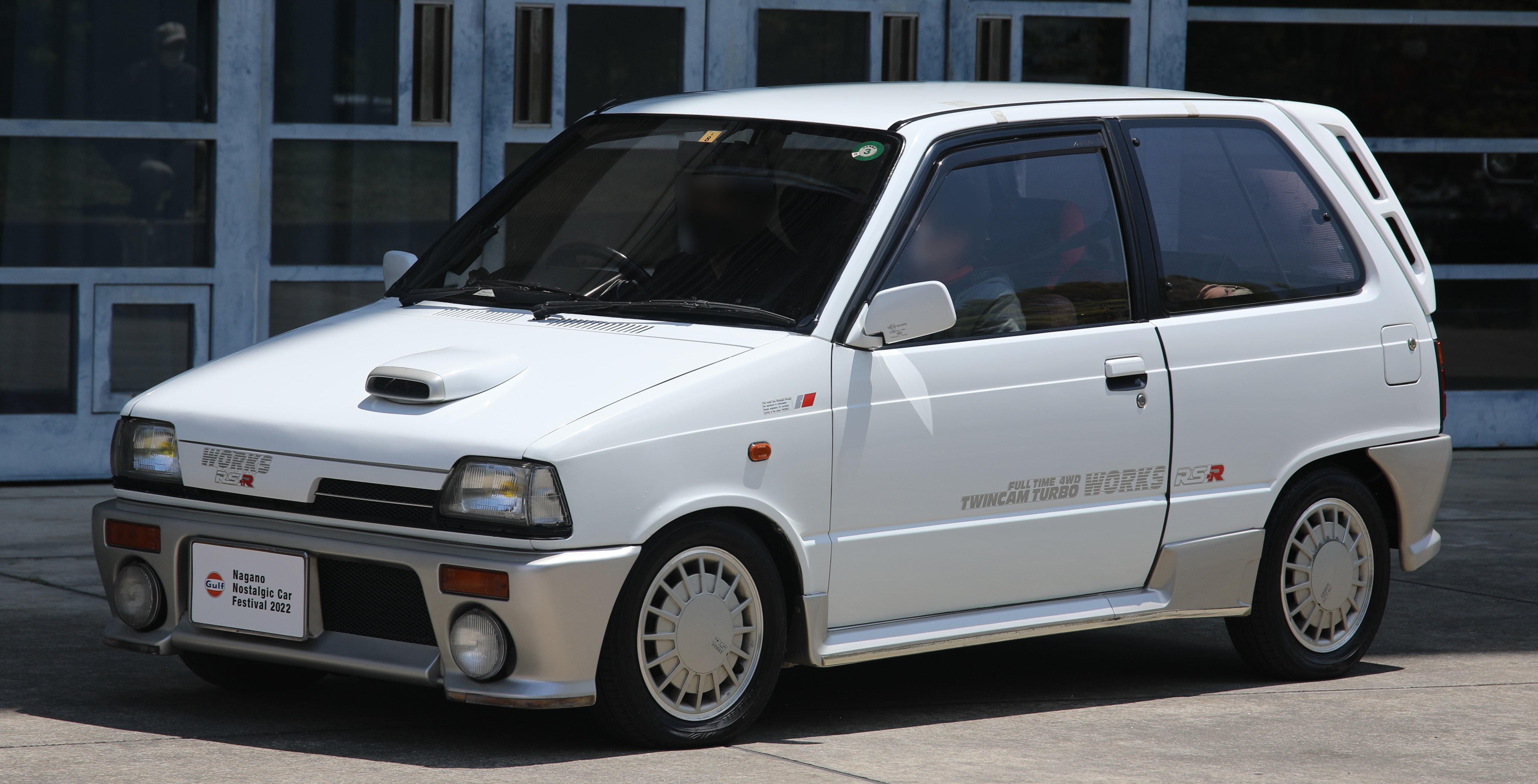
Suzuki Alto Works RS-R

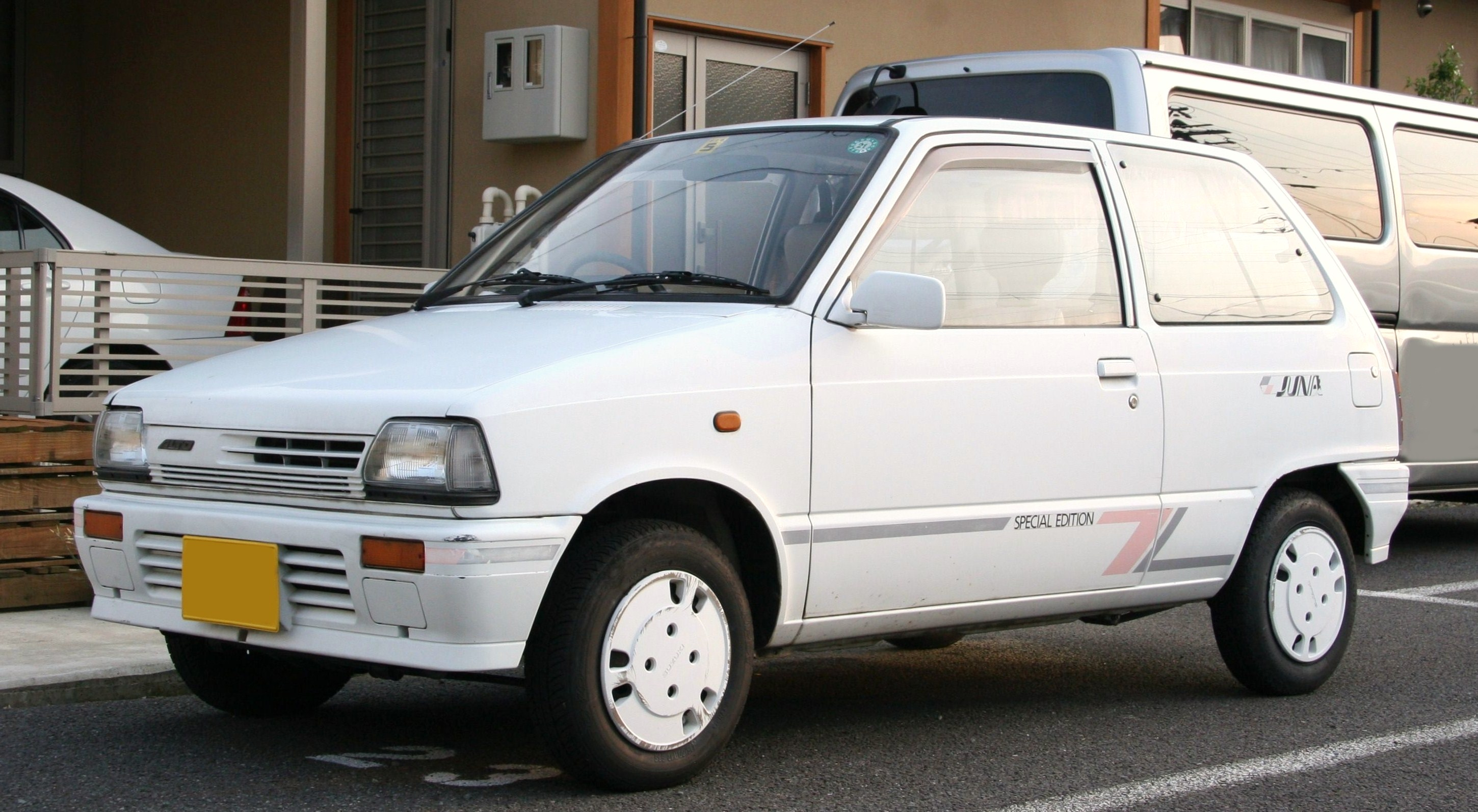
Suzuki Alto Juna 1986-8

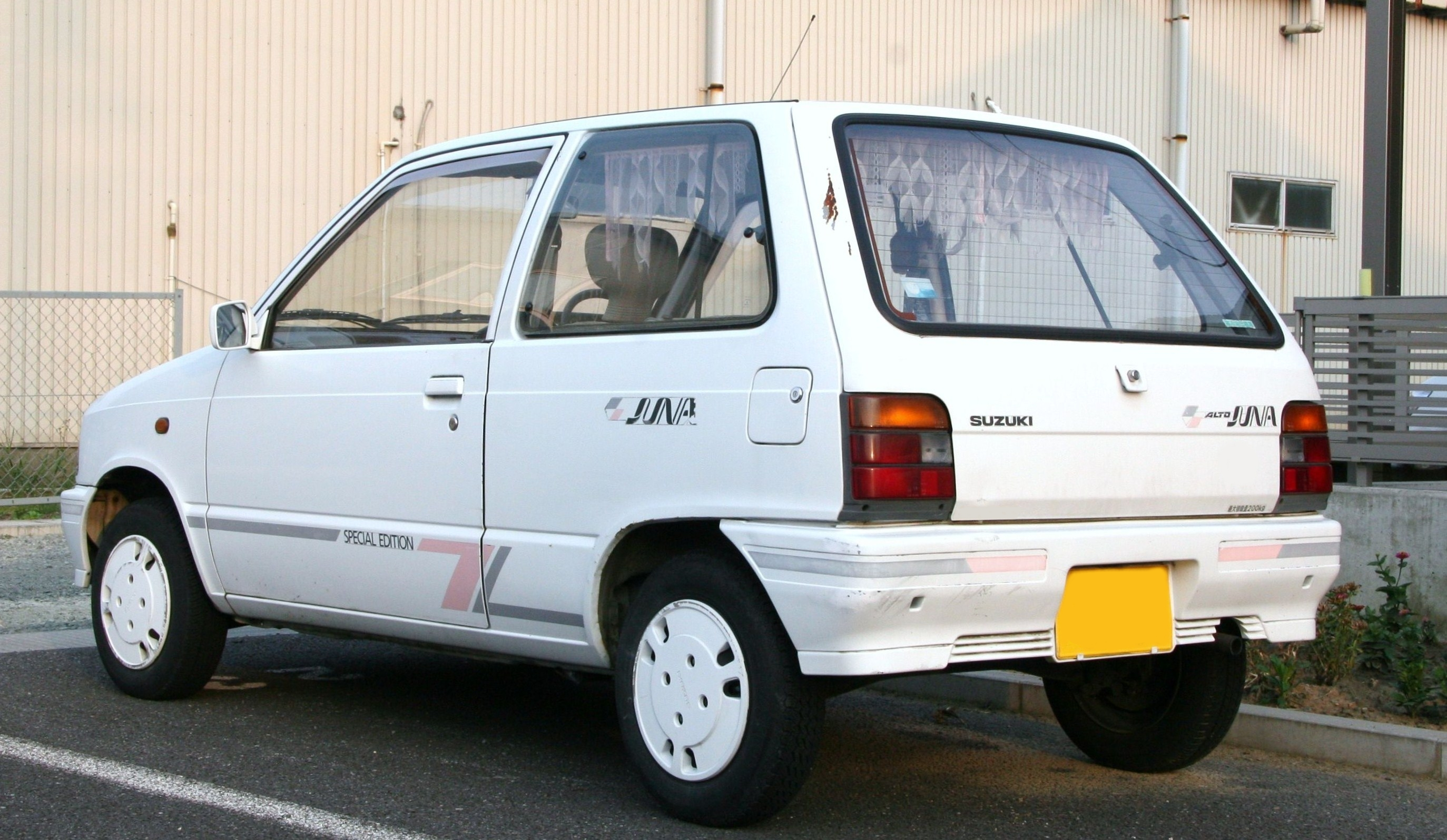
Suzuki Alto Juna 1986-88

Suzuki Alto drugiej generacji produkowano w latach 1986-1993, na jego podstawie powstało licencyjne Maruti 800.  Samochód był dostępny z trzycylindrowym silnikiem benzynowym o pojemności 796 ccm generującym moc 39 KM. Alto dostępne było ze skrzynią biegów manualną, bądź automatyczną. Maksymalny moment obrotowy dostępny przy 3000 obr./min a moc maksymalną przy 5500 obr./min. Masa własna samochodu wynosiła około 630 kg. Samochód dostępny był także w europie. Manualna skrzynia biegów nie posiada synchronizacji na pierwszym biegu, zaś paliwo podawane jest przez gaźnik wyposażony w manualne ssanie. 

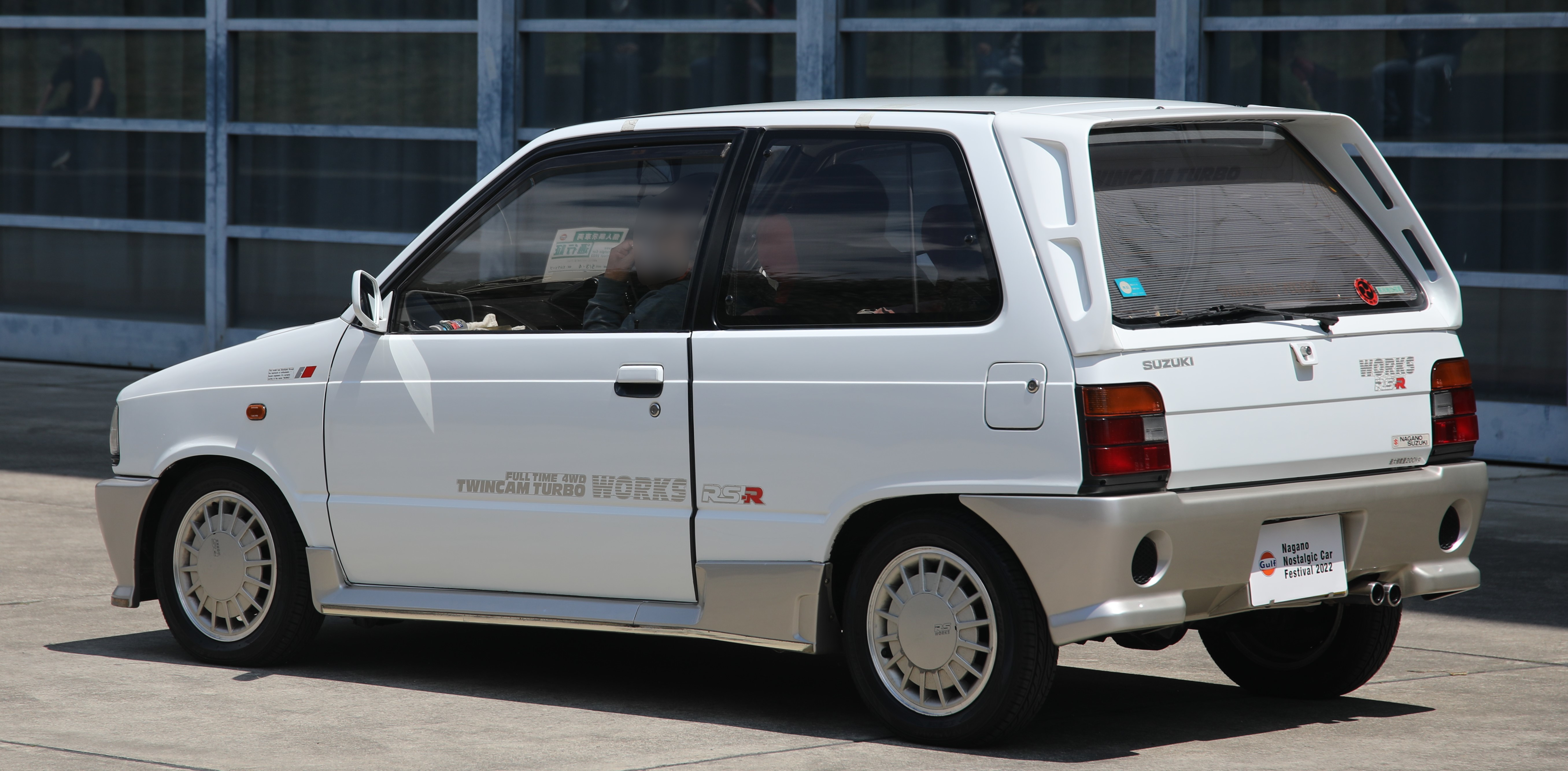
Suzuki Alto Works RS-R tył

## Trzecia generacja (CL11V/21V/22V/CM11V/21V/22V/CN11S/21S/CR22S/CP11S/21S/CS22S)

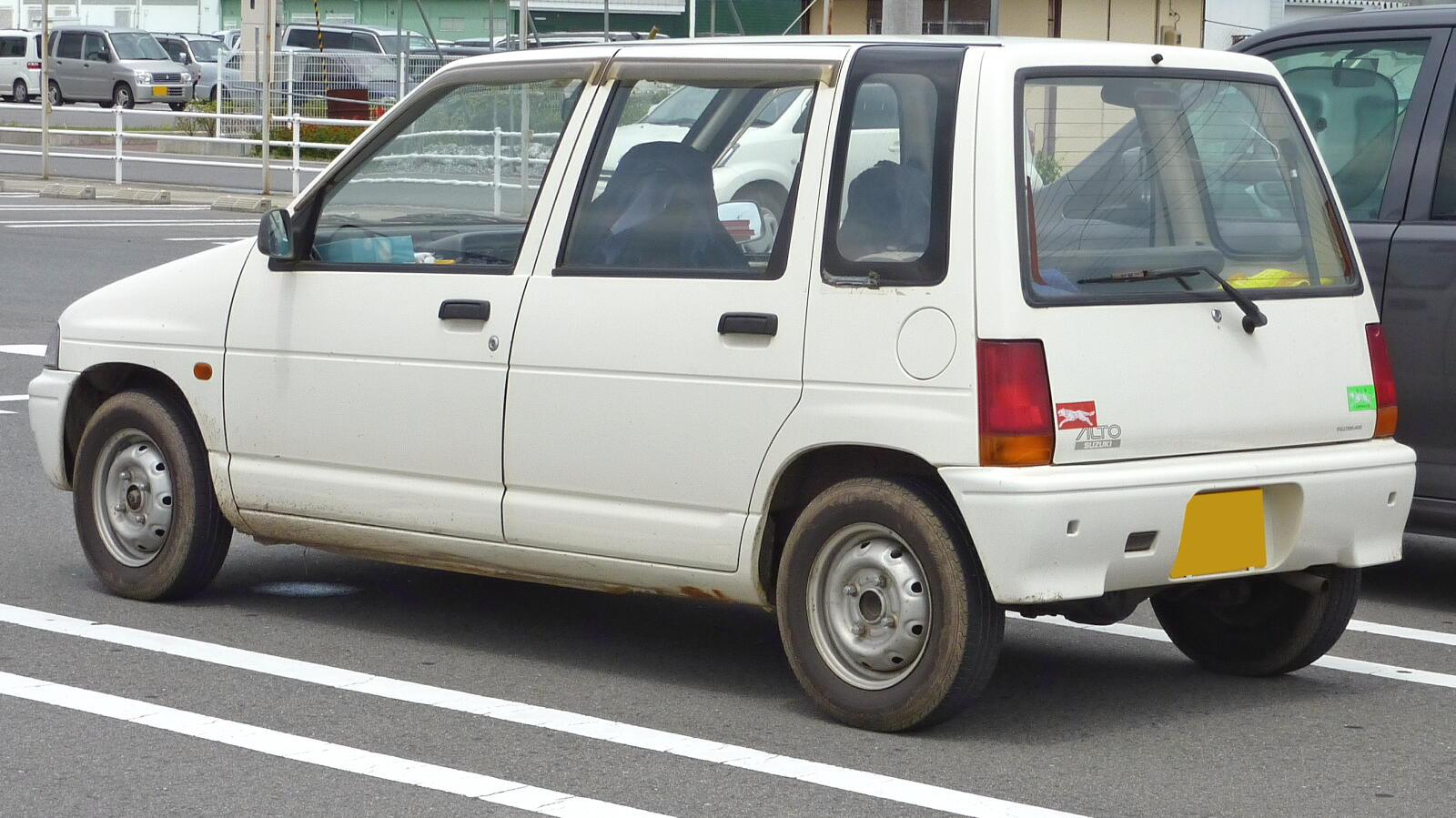
Suzuki Alto 1992 tył

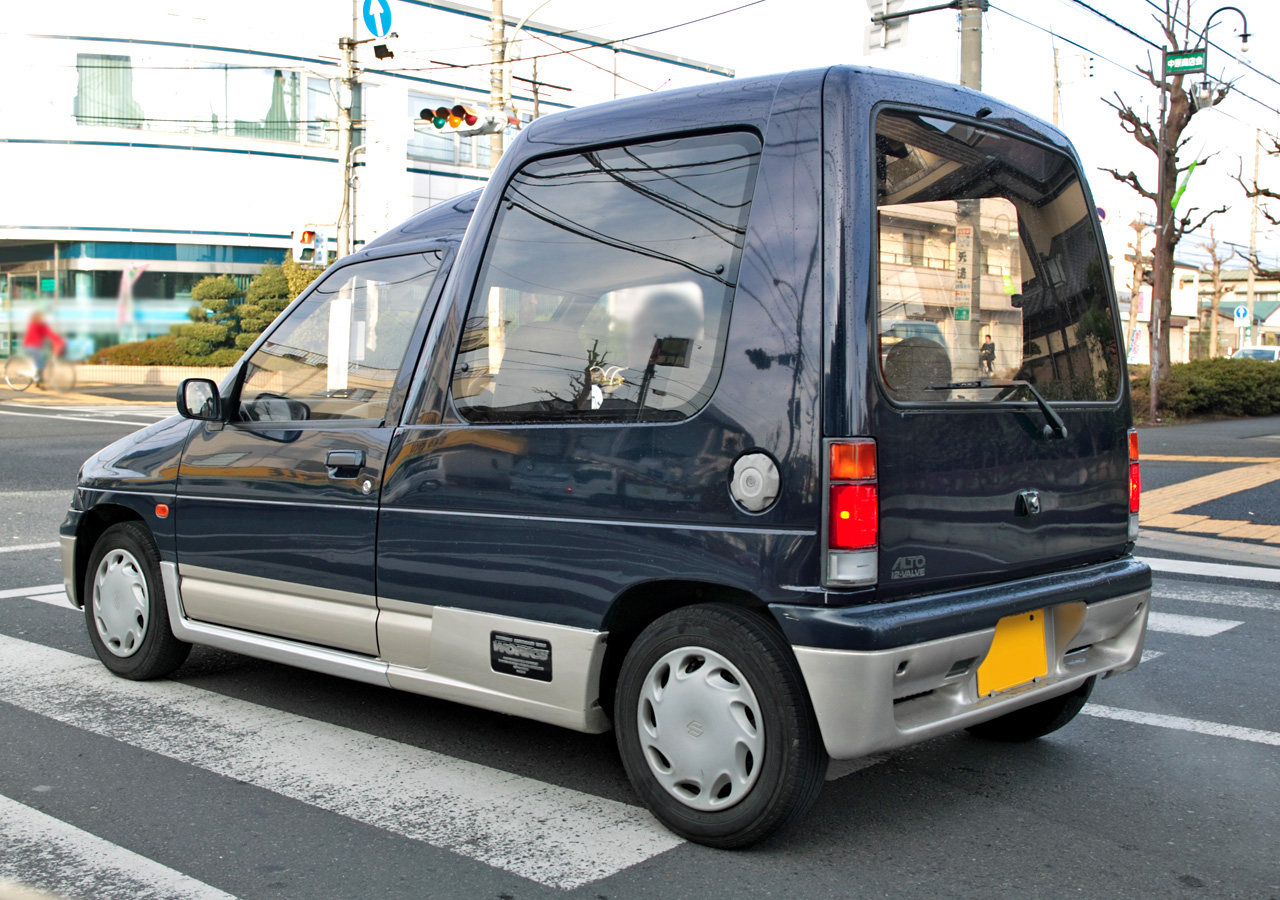
Suzuki Alto Hustle 1991-1994

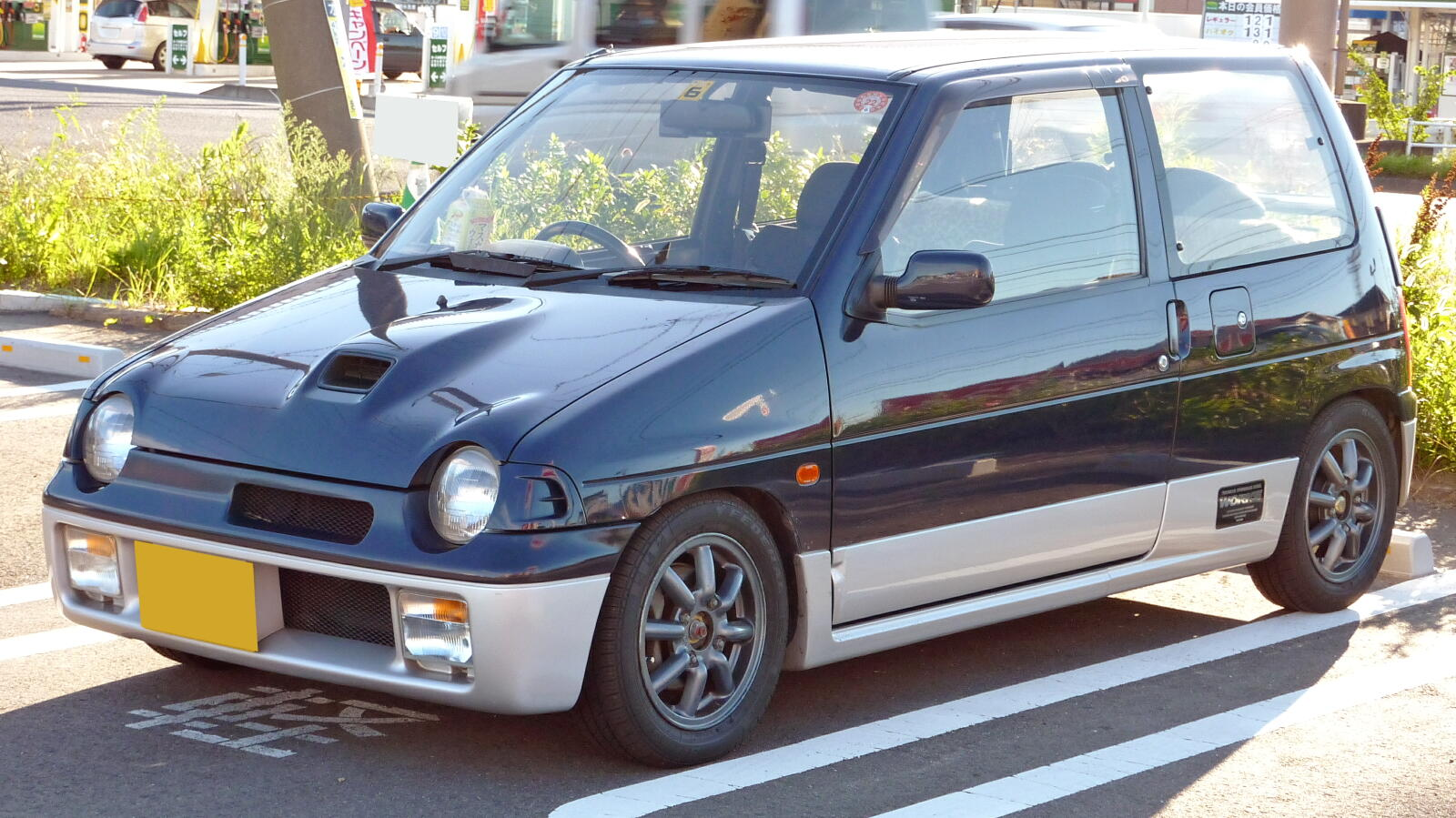
Suzuki Alto Works (CA21S)

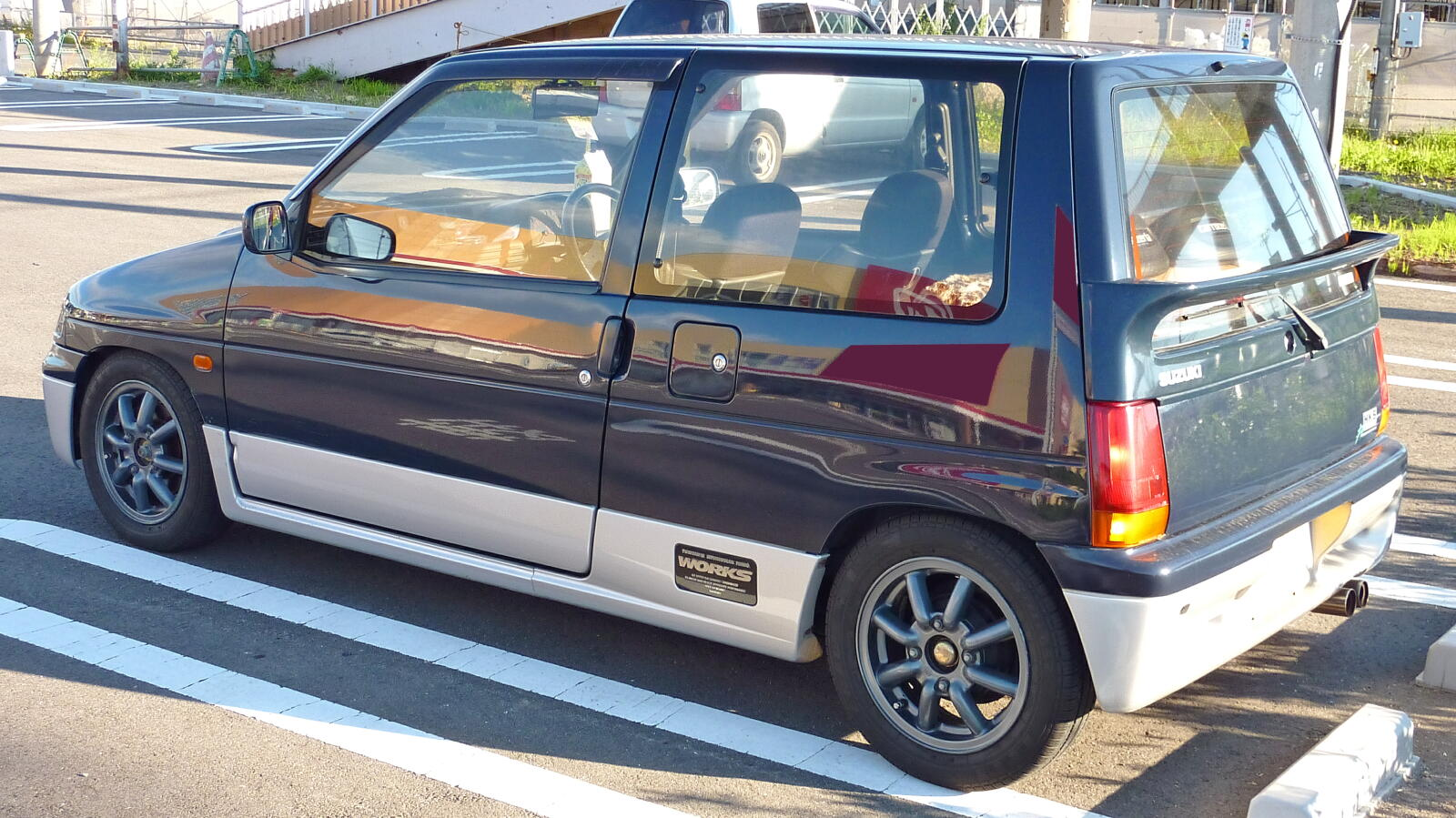
Suzuki Alto Works CA21S

Suzuki Alto - samochód osobowy produkowany przez koncern Suzuki. Alto II przeszło lifting w 1991 roku. Produkcję zakończono w 1994 roku. Na jego licencji firma Daewoo rozpoczęła produkcję modelu Tico.

## Czwarta generacja (HA11S/11V/21S)

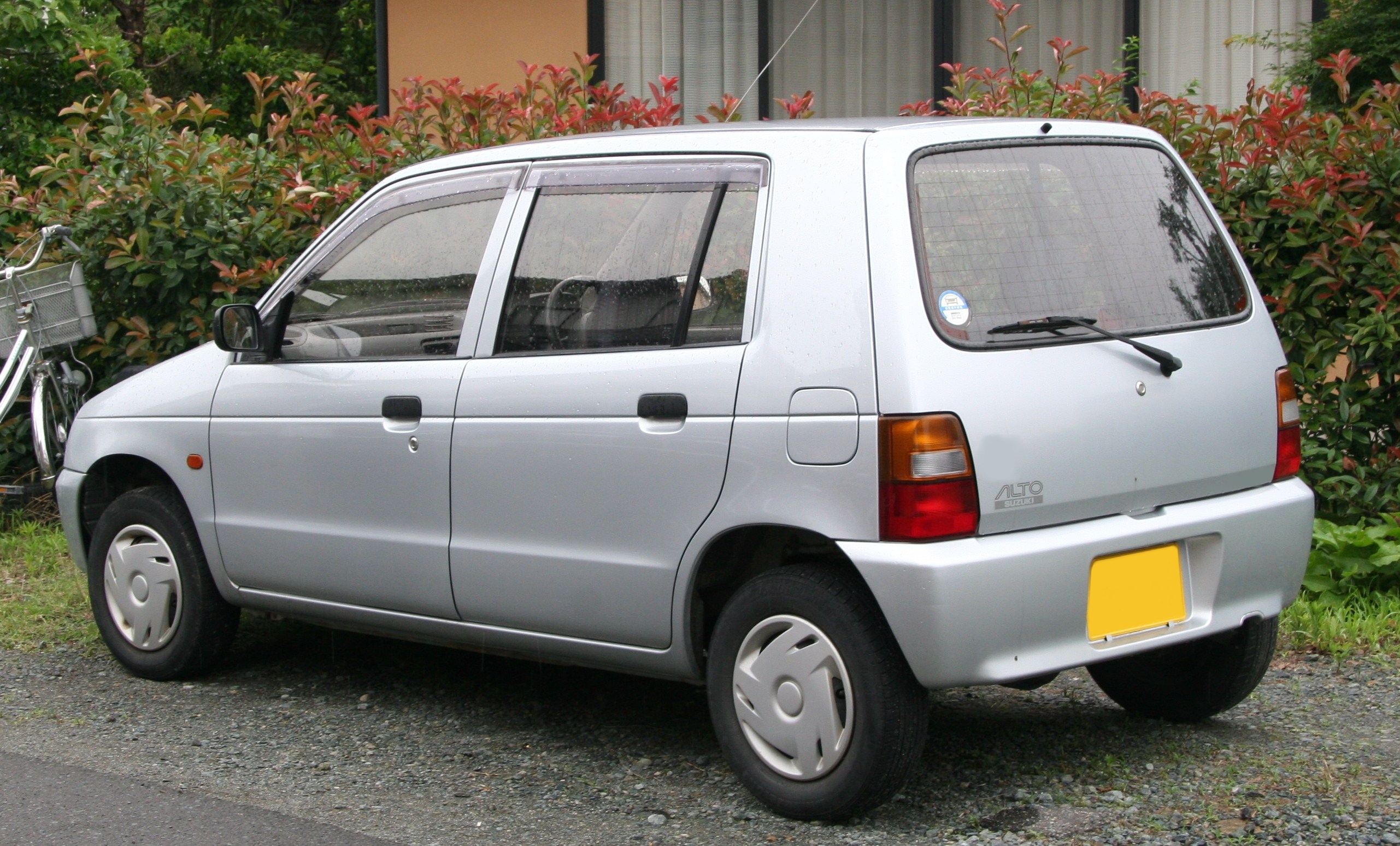
1994-1997 Suzuki Alto, tył

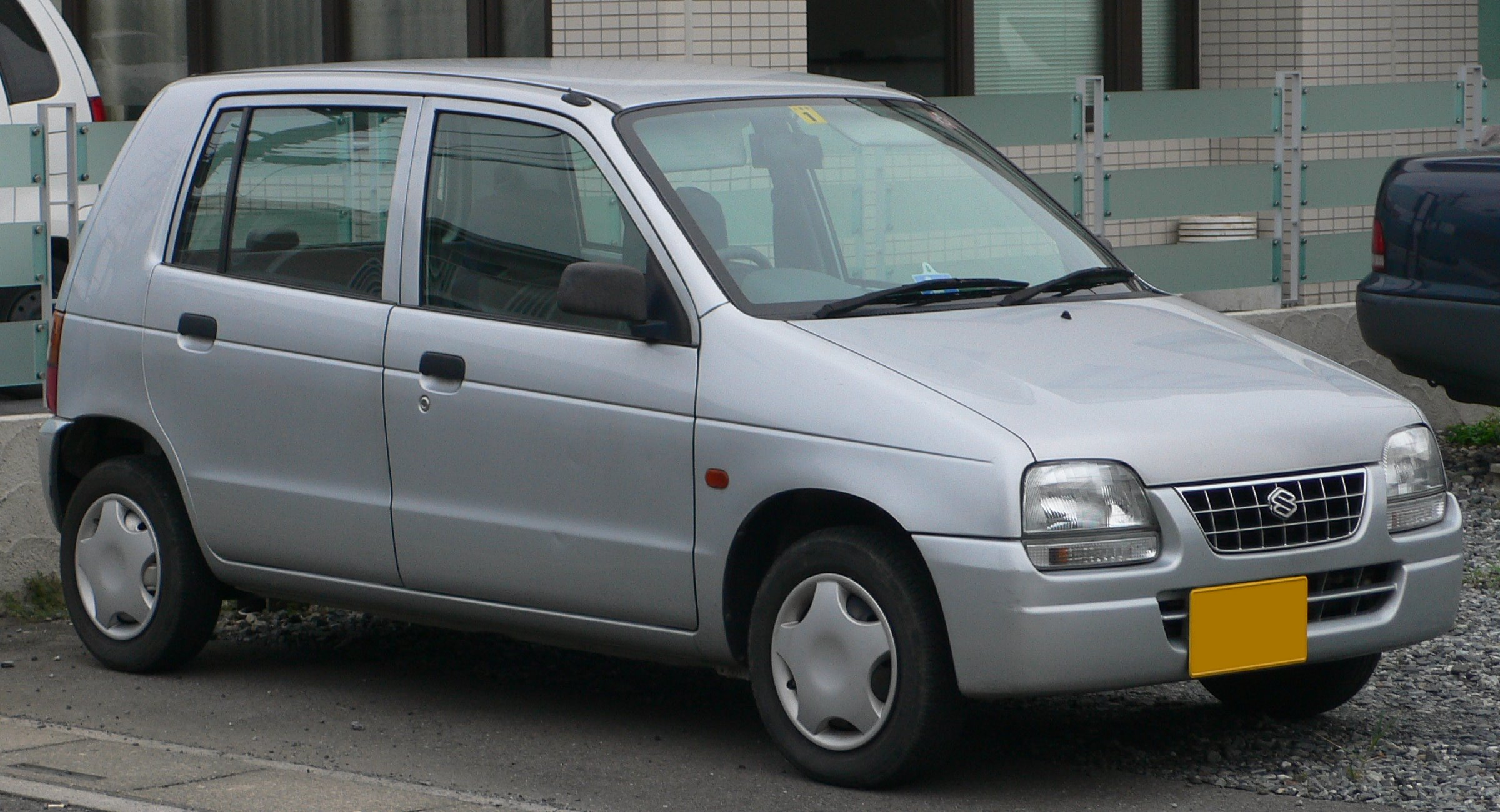
1997-1998, Suzuki Alto

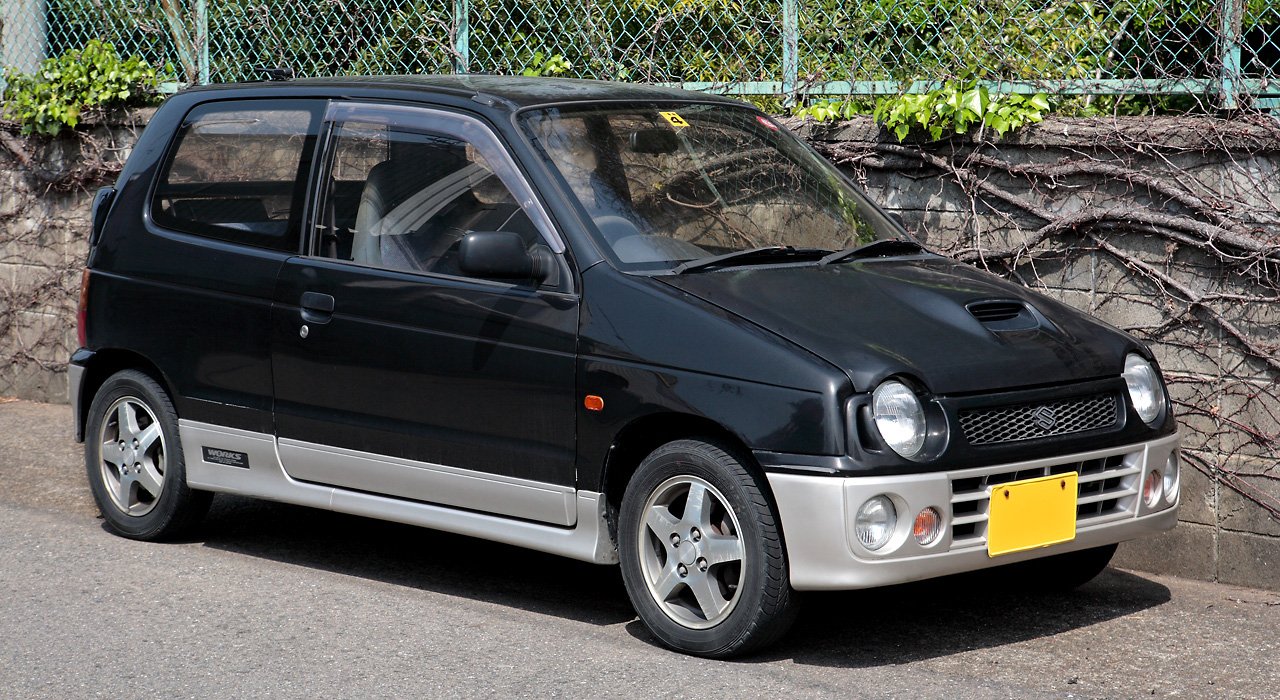
Suzuki Alto Works RS/Z

Suzuki Alto IV - samochód osobowy produkowany przez koncern Suzuki w latach 1994-1998. Alto IV jest ”bliźniakiem” Mazdy Carol. 

## Piąta generacja [HA12S/22S/23S/12V/23V]

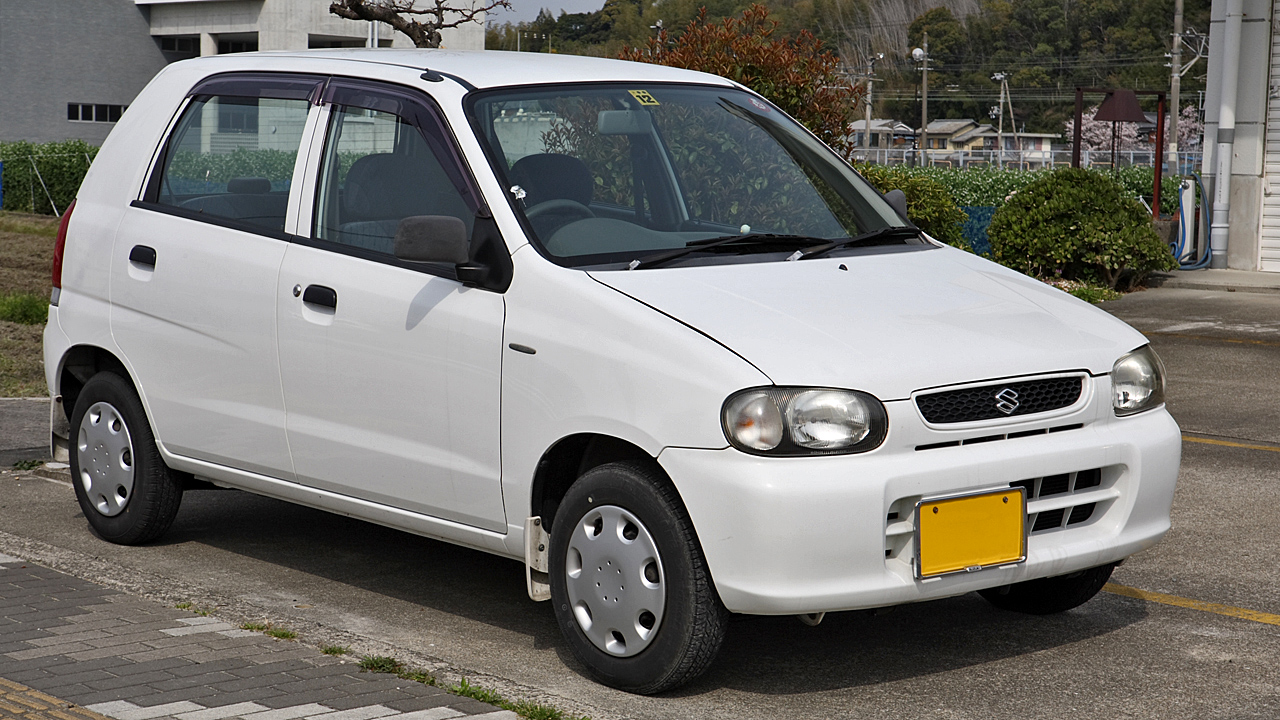
Suzuki Alto 1998-2000

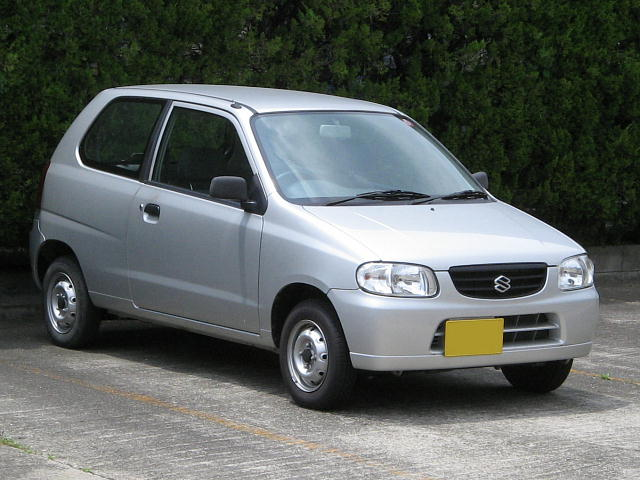
Suzuki Alto, 2000-2005

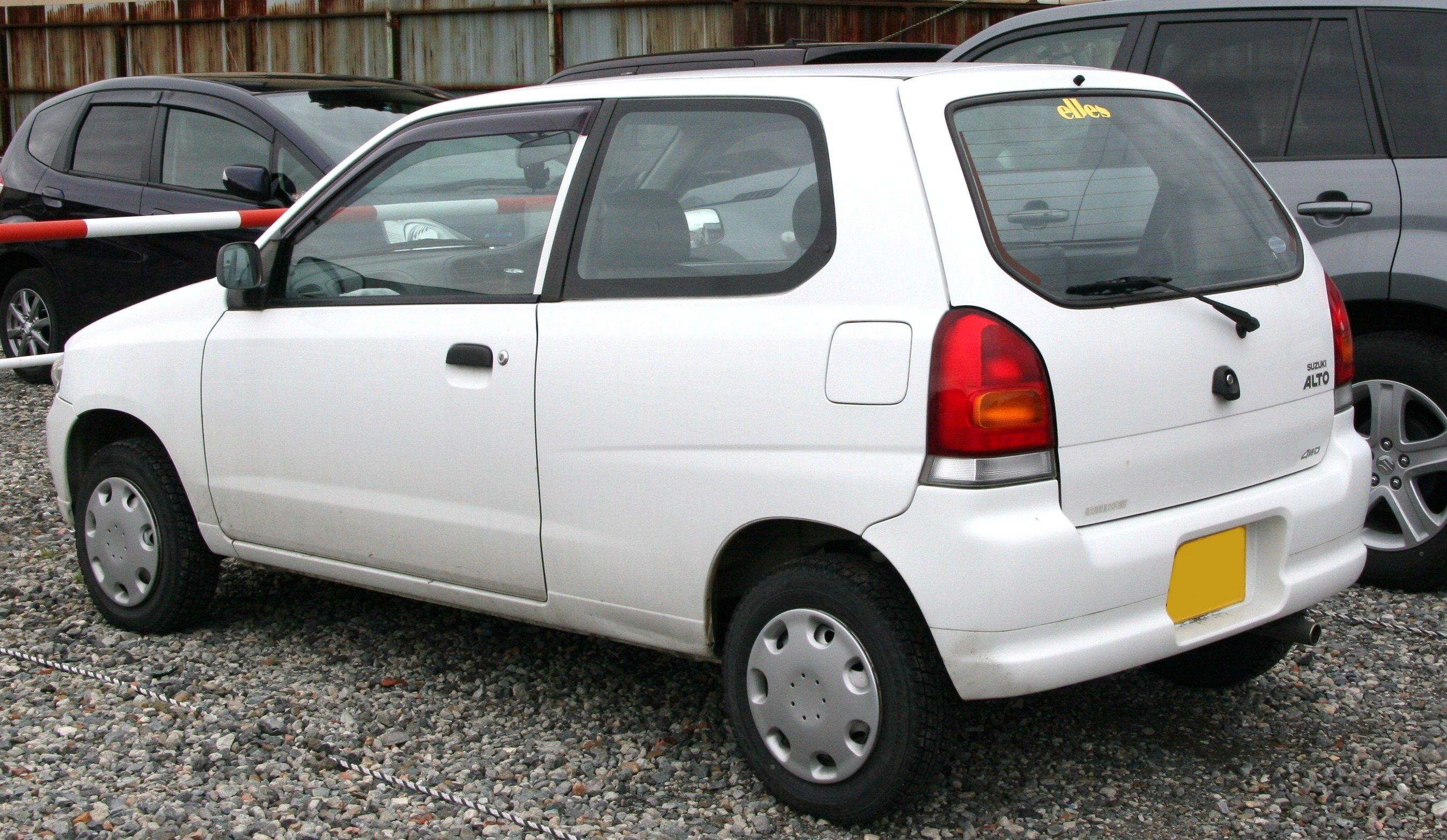
Suzuki Alto, 2000-2005

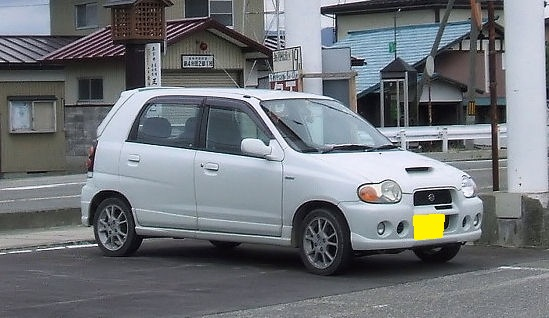
Suzuki Alto Works ie 5drzwi

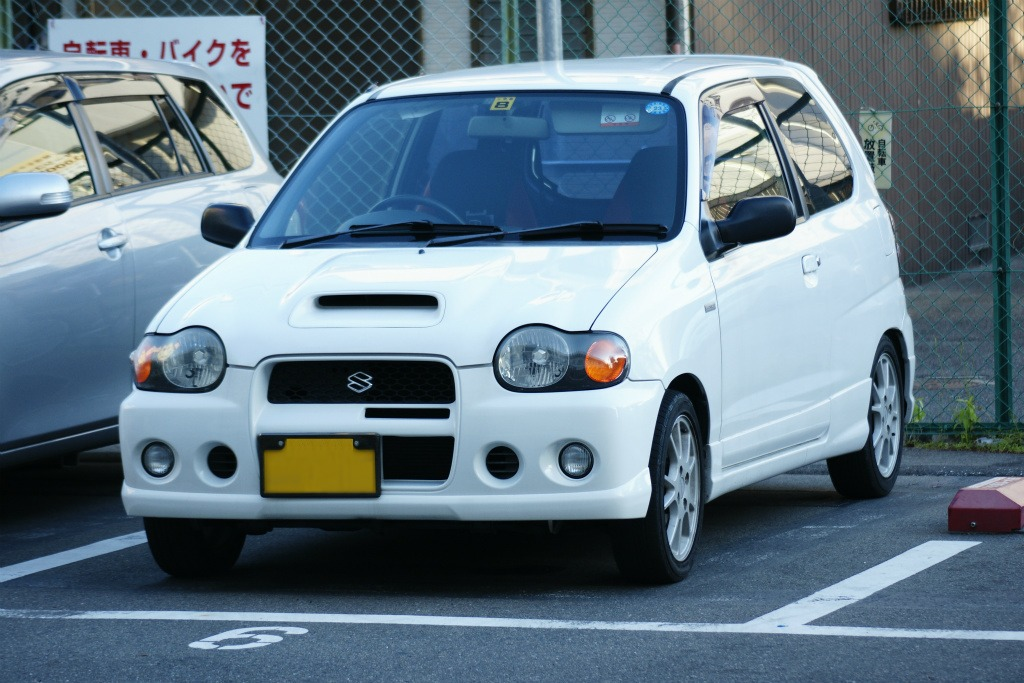
(HA12S) ALTO Works,wersja 3d

Suzuki Alto V - samochód osobowy produkowany przez firmę Suzuki od 1998 do 2005 roku.
Alto piątej generacji jest modelem bliźniaczym z Mazdą Carol i Mitsuoką Ray. Małe Suzuki było wykorzystywane nawet przez japońską policję.   

## Szósta generacja

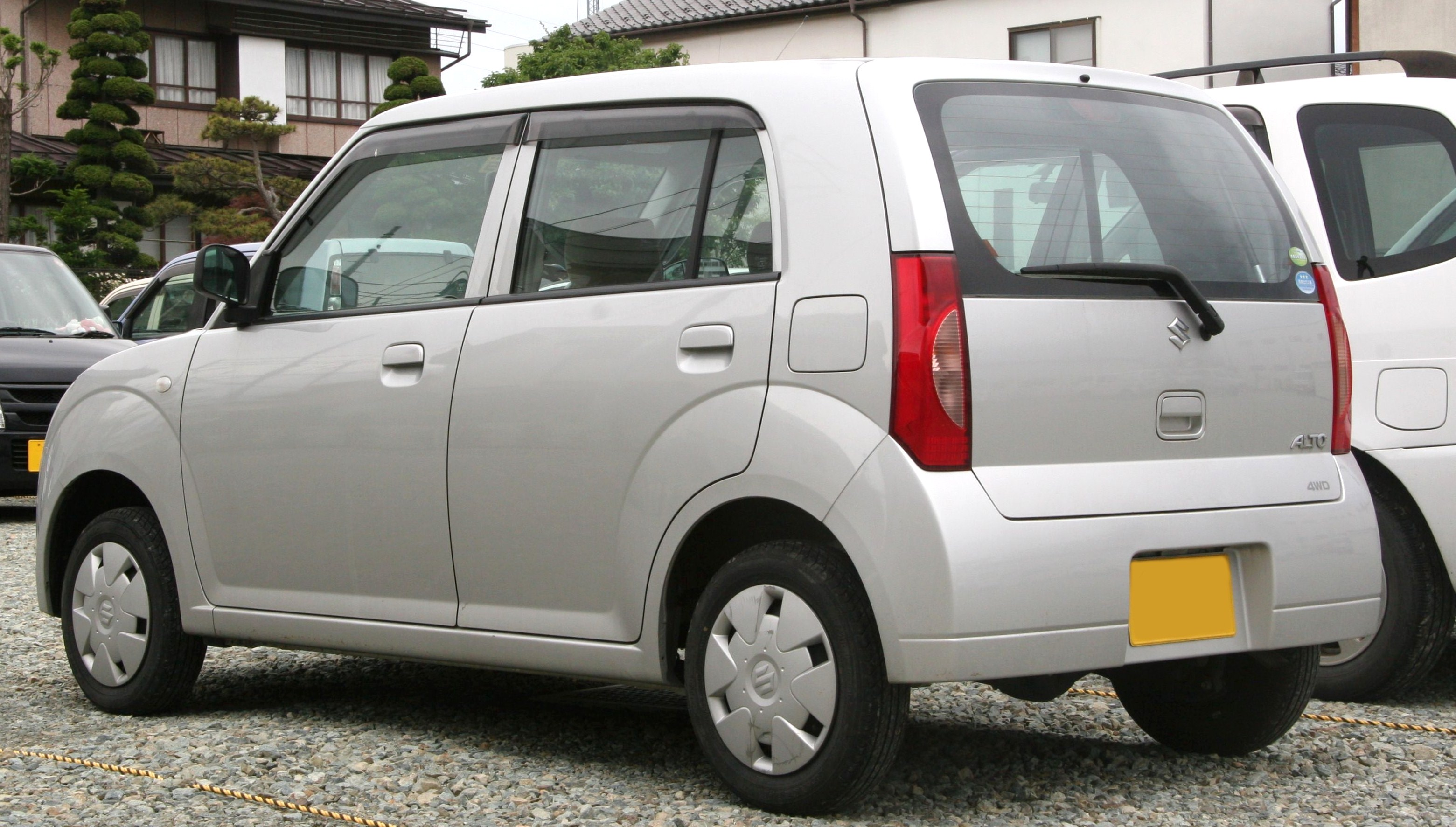
2004-2006 Suzuki Alto, tył

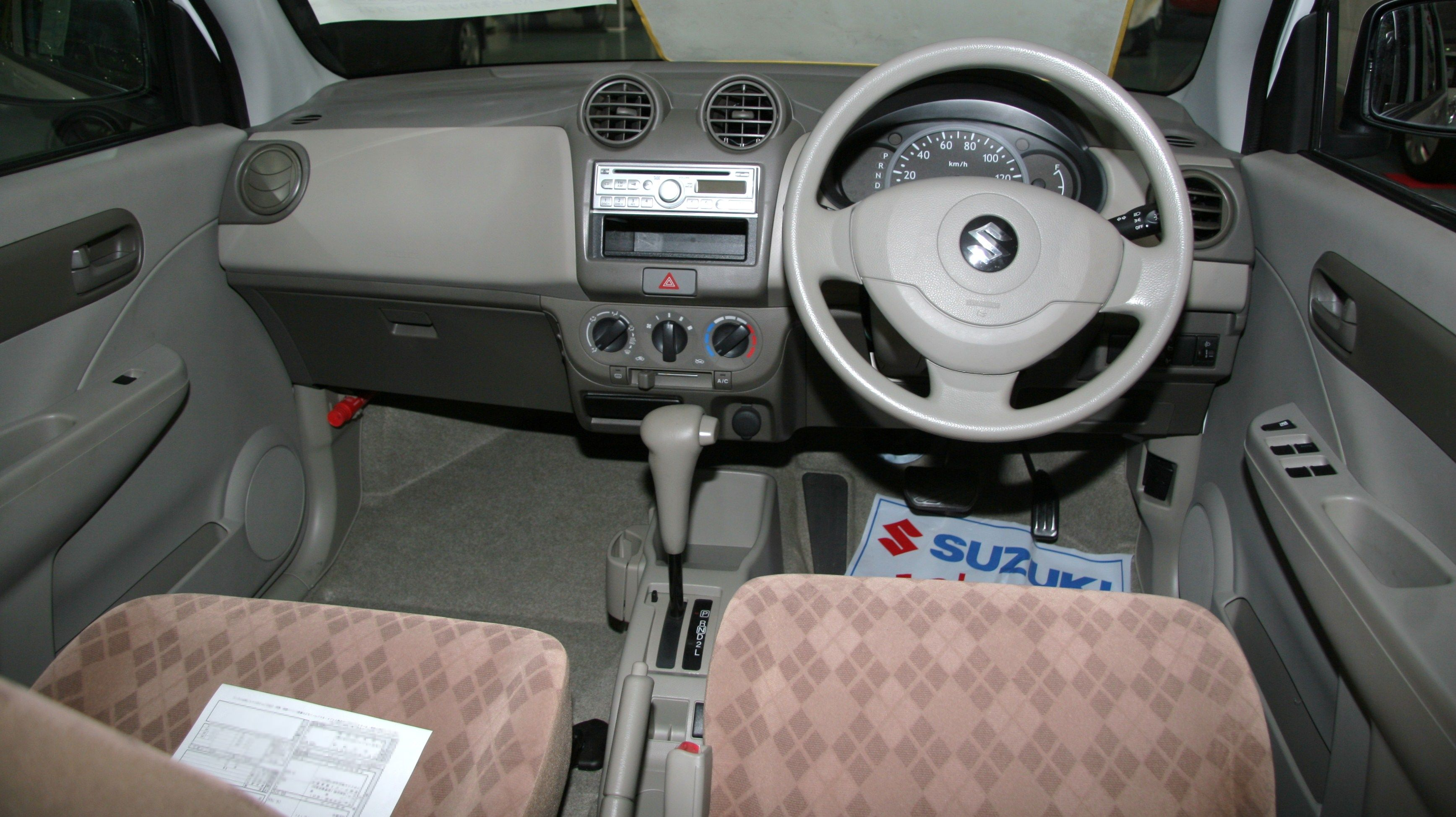
6. generacja Alto, wnętrze

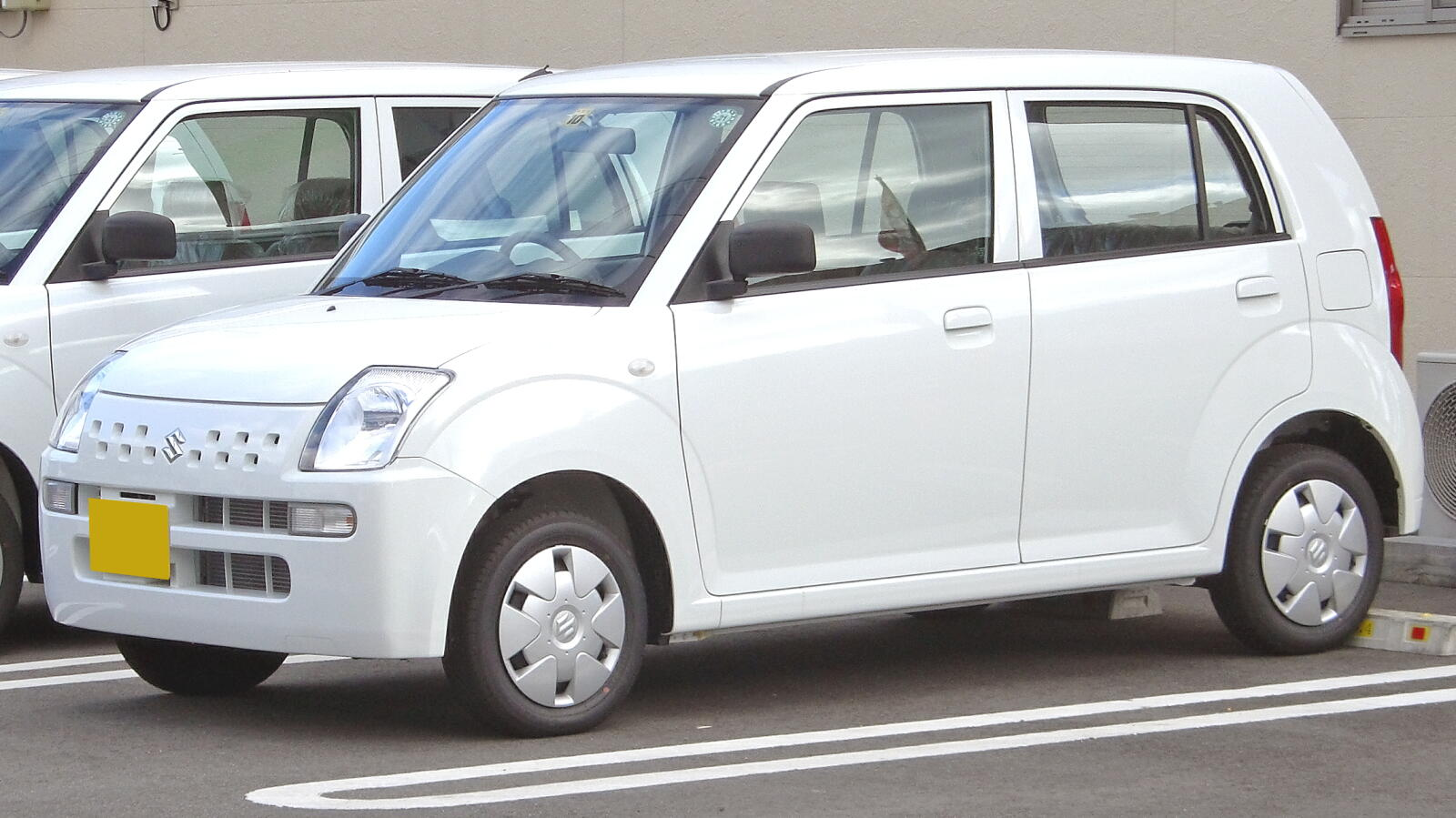
6 generacja, Suzuki Alto.4WD

Suzuki Alto VI – szósta odsłona modelu Alto. Samochód należy do popularnych w Japonii Kei Carów. Występował z benzynowym silnikiem 0.6/54 i trzema rodzajami skrzyń biegów. Alto pomieści cztery osoby.

## Siódma generacja

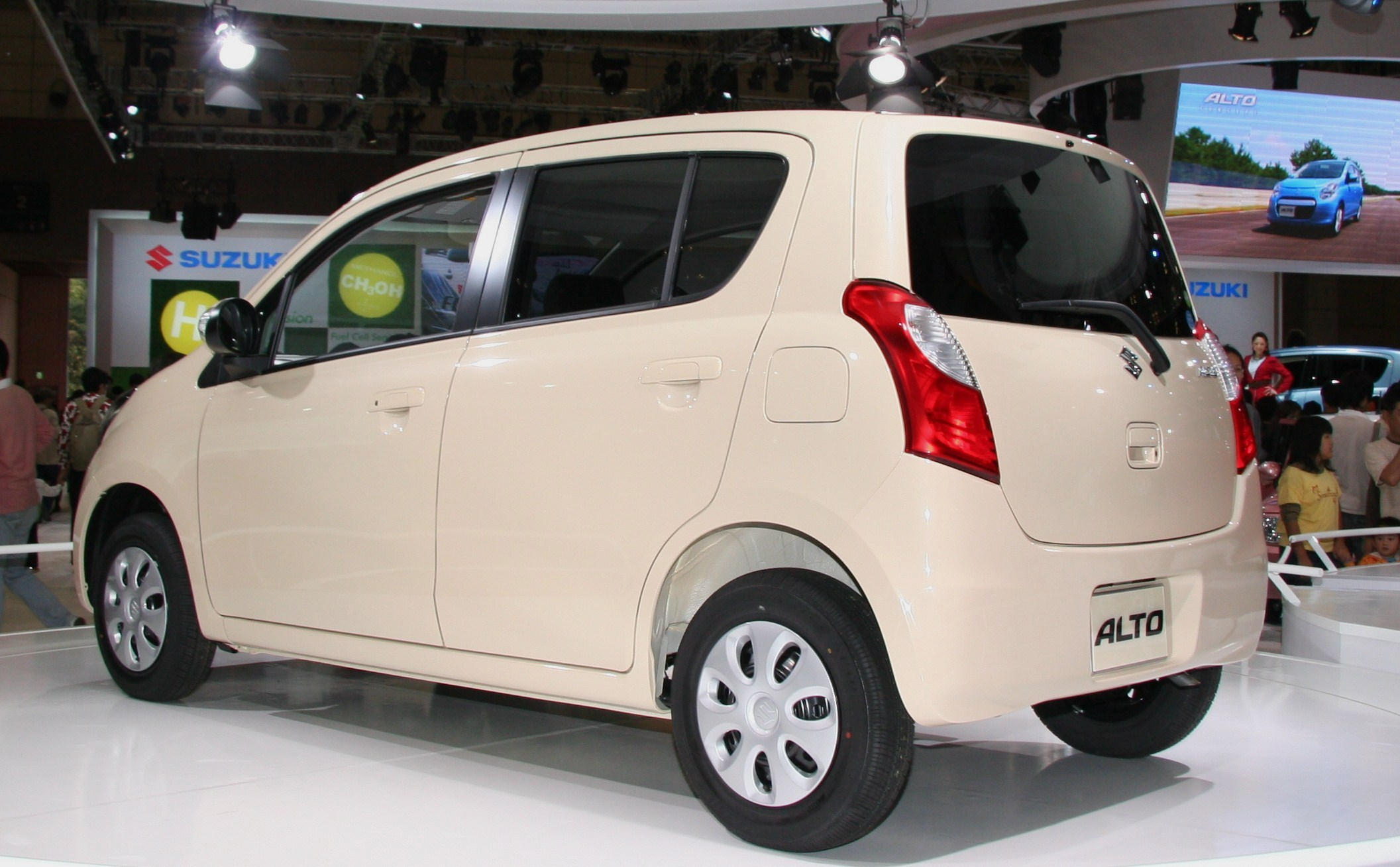
7. generacja Suzuki Alto ,widok z tyłu

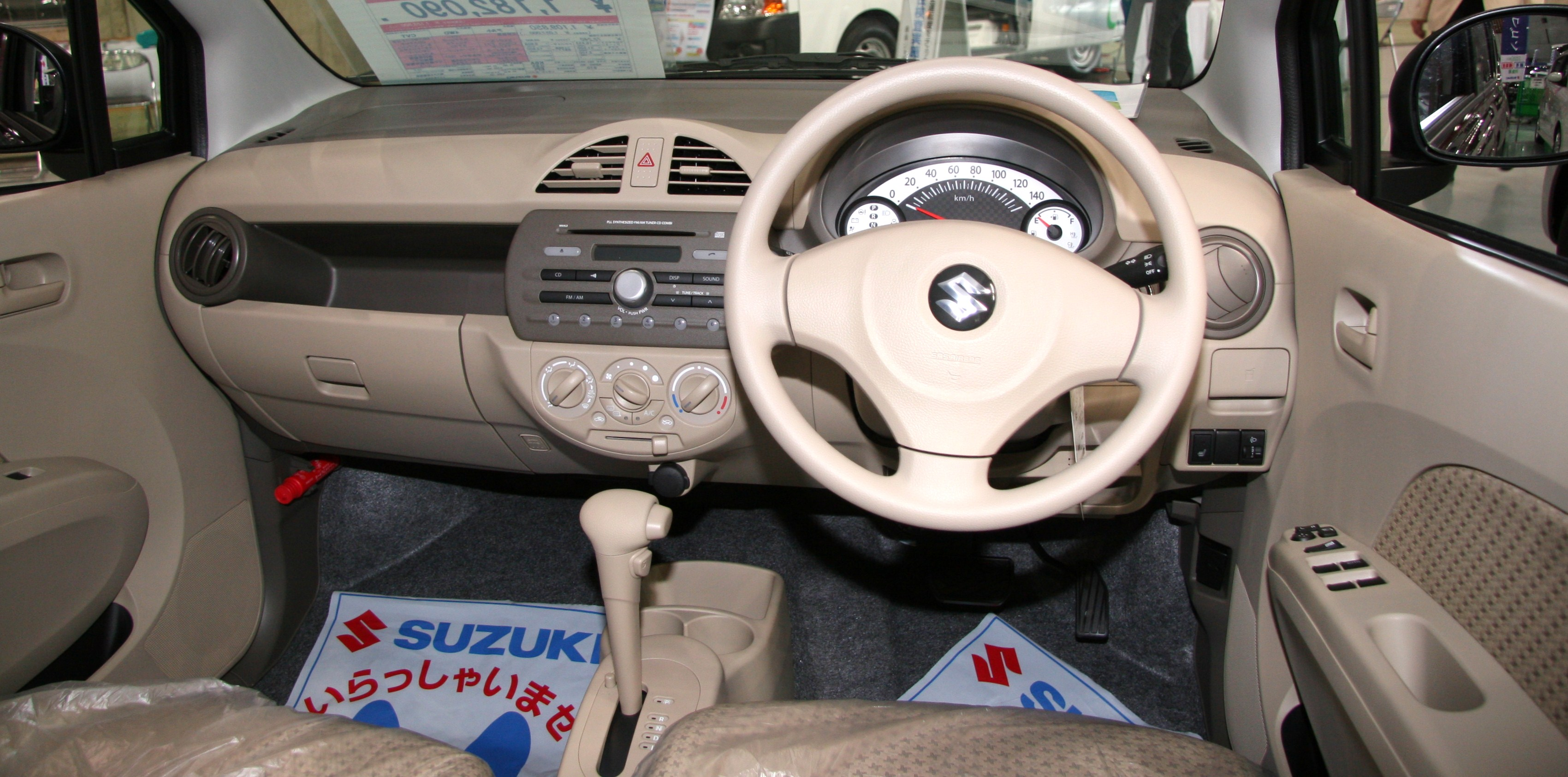
wnętrze Alto G4

Suzuki Alto VII – jest odpowiednikiem Suzuki Alto obecnej generacji w Azji. Ten model został wyposażony w mniejszy silnik 0.7 o mocy 54 KM. 

## Maruti 800
Maruti 800 – to mały samochód osobowy produkowany przez firmę Maruti. Produkcja odbywała w Indiach na licencji Suzuki od 1984 roku.
Jest najlepiej sprzedającym się samochodem w Indiach (był w niezwykle niskiej cenie). Pod tą nazwą sprzedawany był w niektórych europejskich krajach (także w Polsce) od roku 1988. Produkcja modelu 800 ruszyła w grudniu 1984 roku w pełni z importowanych części.

## Maruti Alto

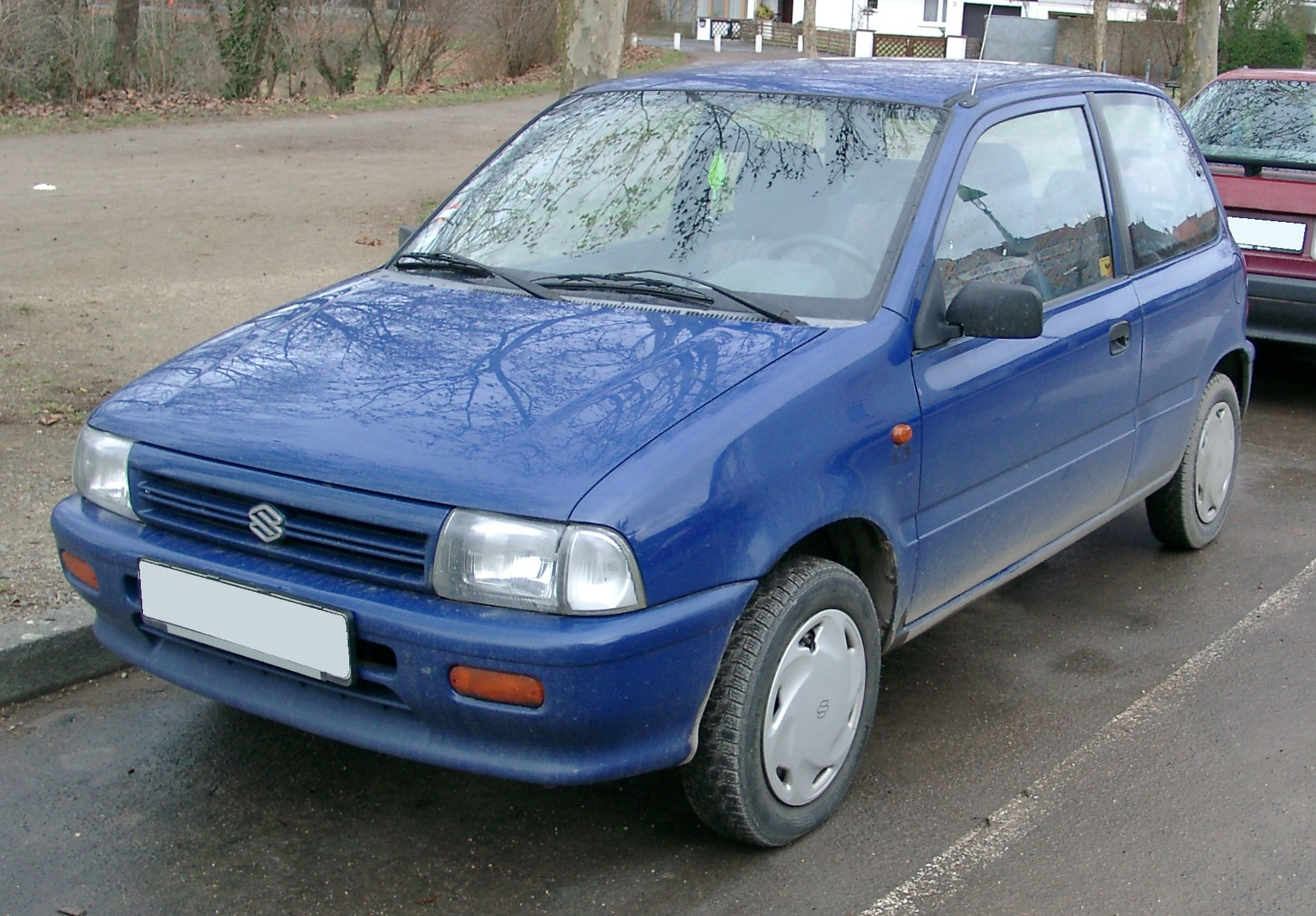
Suzuki Alto (Europa, 1994–1999)

Maruti Alto - europejski odpowiednik Suzuki Alto V. Jest nadal produkowany, ale niedostępny w polskich salonach samochodowych.

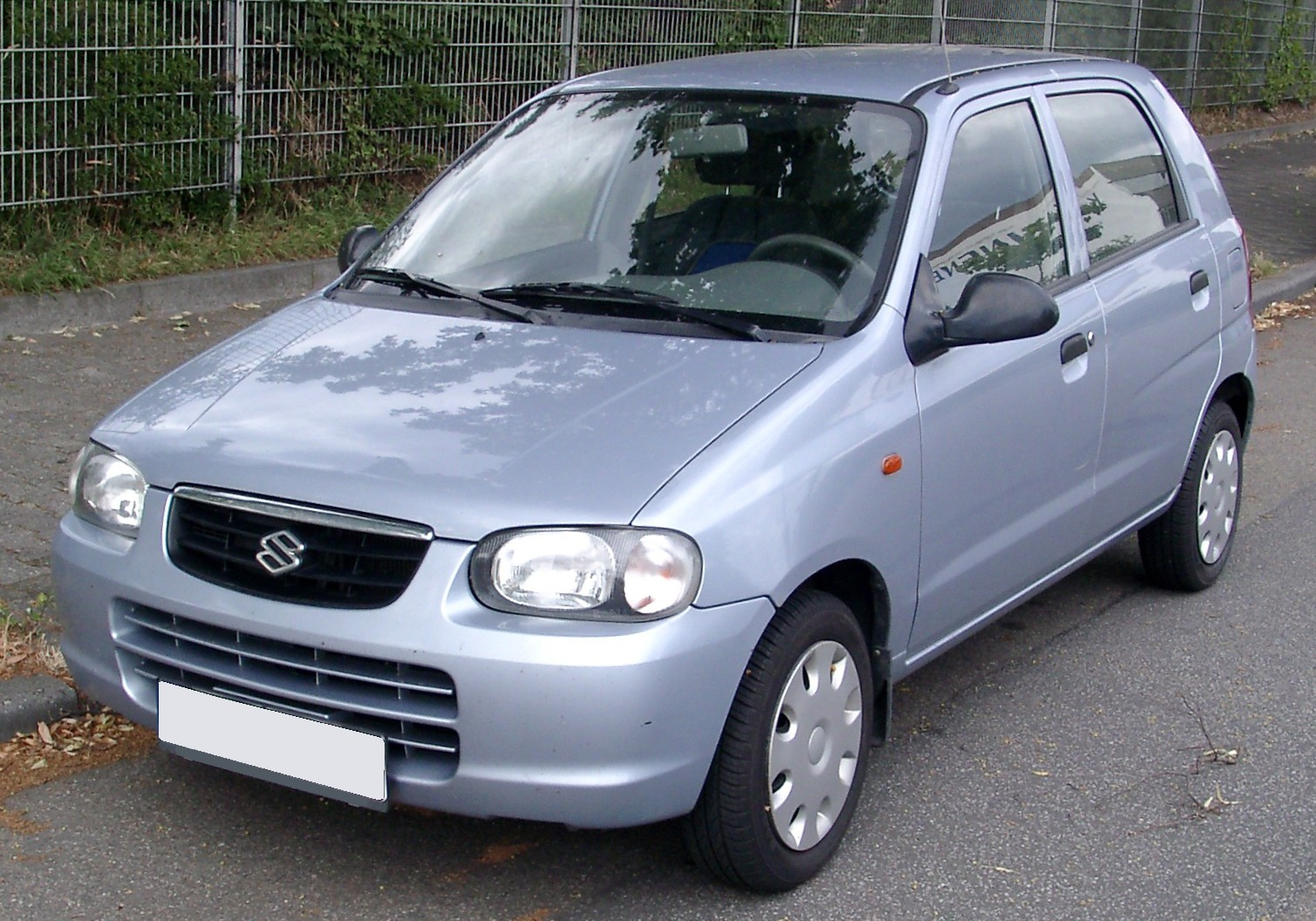
Suzuki Alto (Europa, 2002–2006)

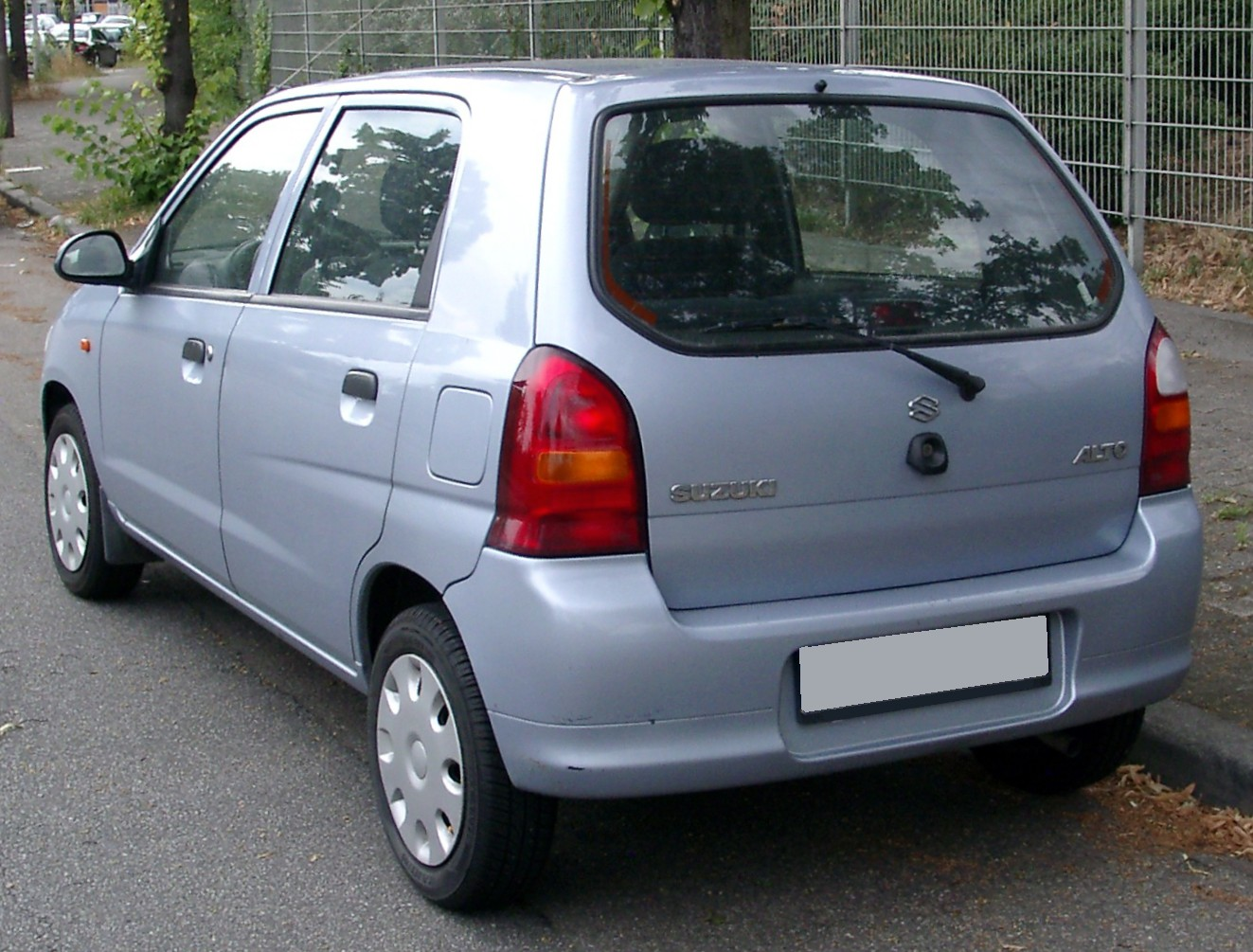
Suzuki Alto (Europa, 2002–2006)

## Suzuki Alto
Suzuki Alto - samochód marki Suzuki zaliczany do segmentu A. Alto jest produkowane w Indiach przez Suzuki.

### Opis modelu

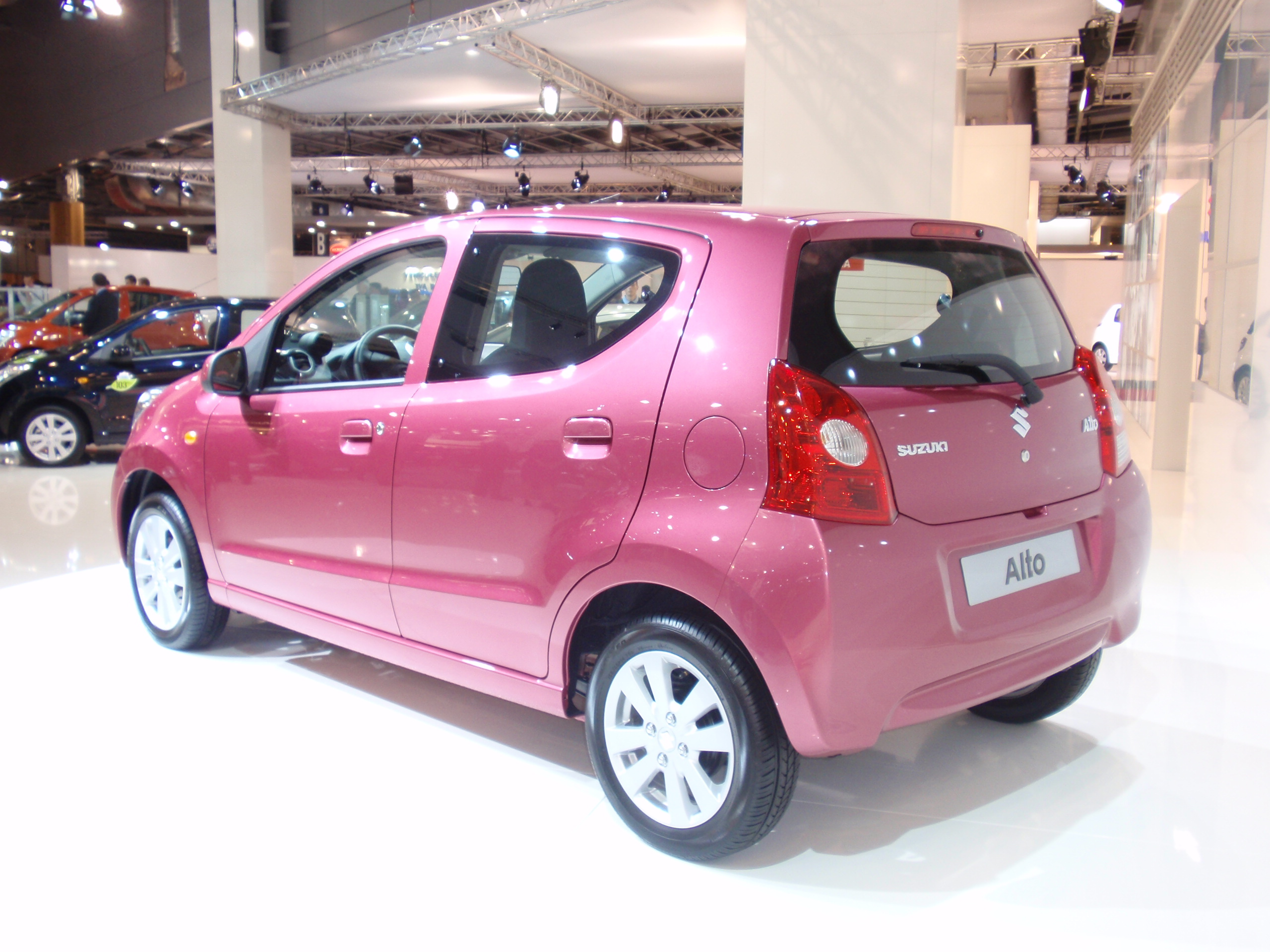
Suzuki Alto V- tył

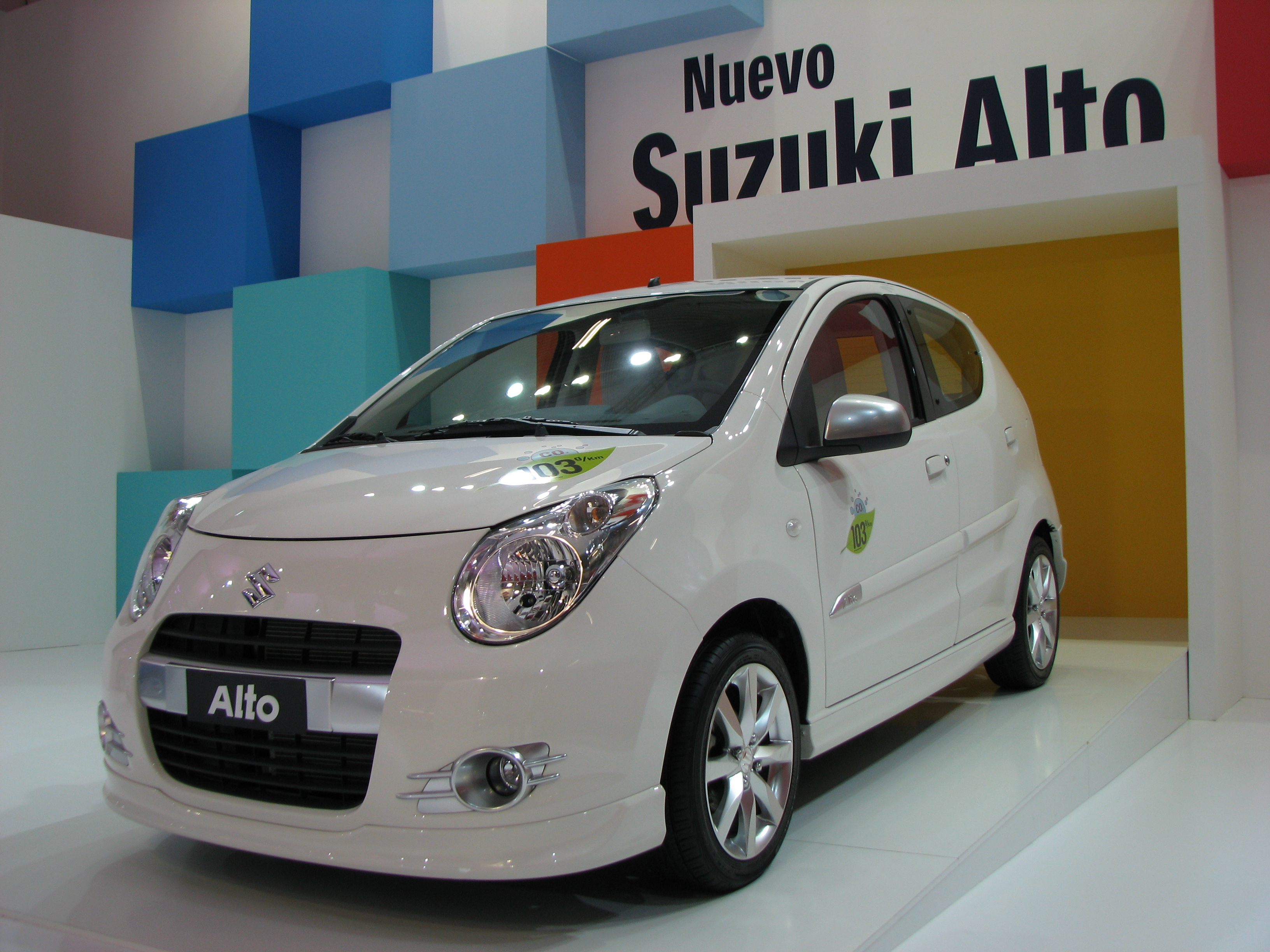
Suzuki Alto 2009-

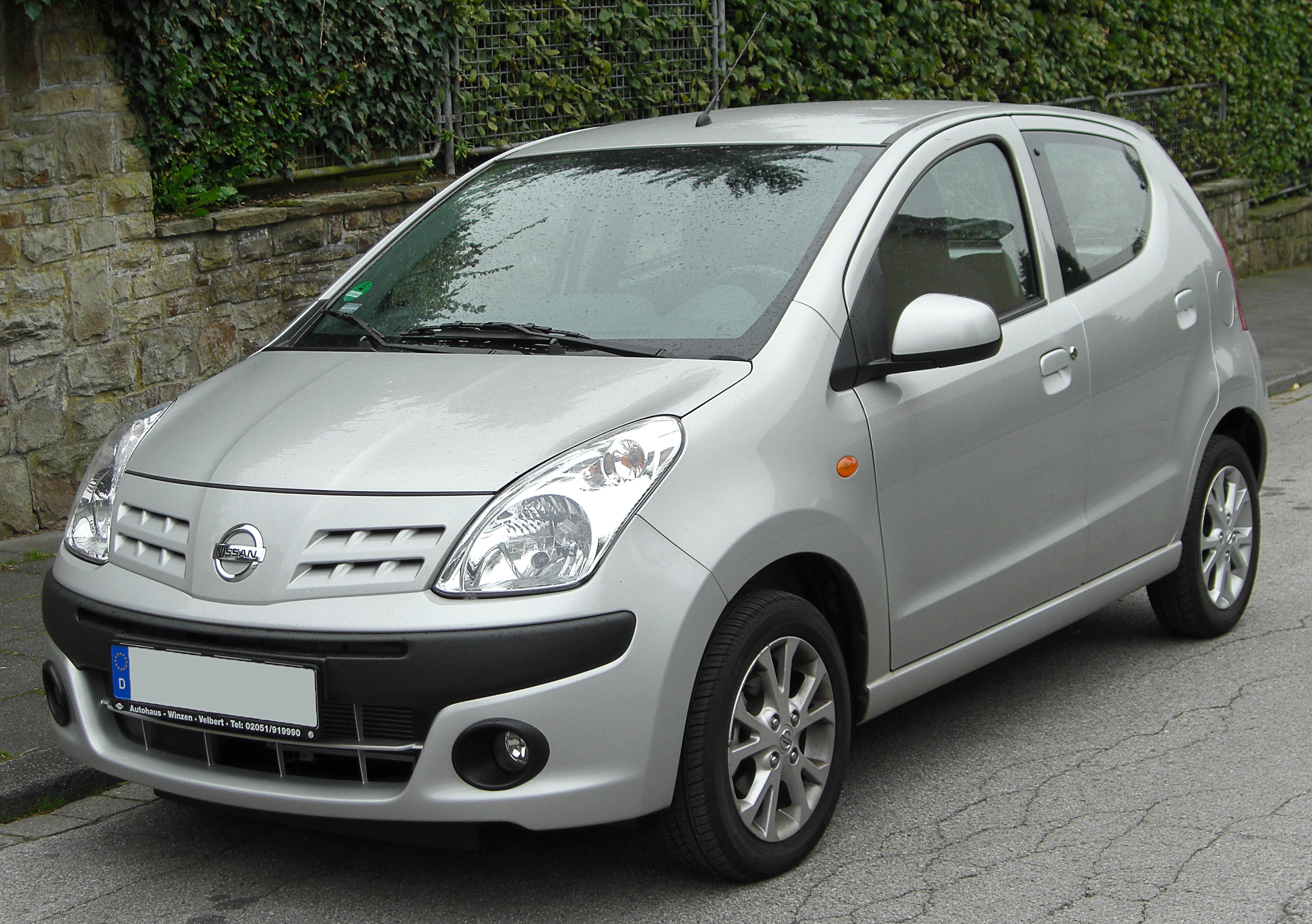
bliźniacze dla Alto - Nissan Pixo

Suzuki Alto to 5-drzwiowe 4-osobowe auto segmentu A. Jest produkowany w Indiach. Powstał we współpracy z koncernem Nissan. W indyjskim Delhi powstaje równolegle z Alto VII (lekko zmieniona wersja na rynki azjatyckie) i bliźniaczym Nissanem Pixo, różniący się lekko zmienionym przodem.
W 2014 roku Alto na rynku indyjskim i europejskim zostanie zastąpione przez model Celerio.

## Jiangan TT
Samochód bazujący na Suzuki Alto II generacji (1984-1988). Sprzedawany w 2016 roku w Chinach za 20800 juanów, po rabatach 15800 juanów czyli wówczas około $2415 (ok. 9361,24 złotych).
Chińska modernizacja polegała m.in. na dodaniu uchwytu na kubek i prostej nagrzewnicy.

## Galeria

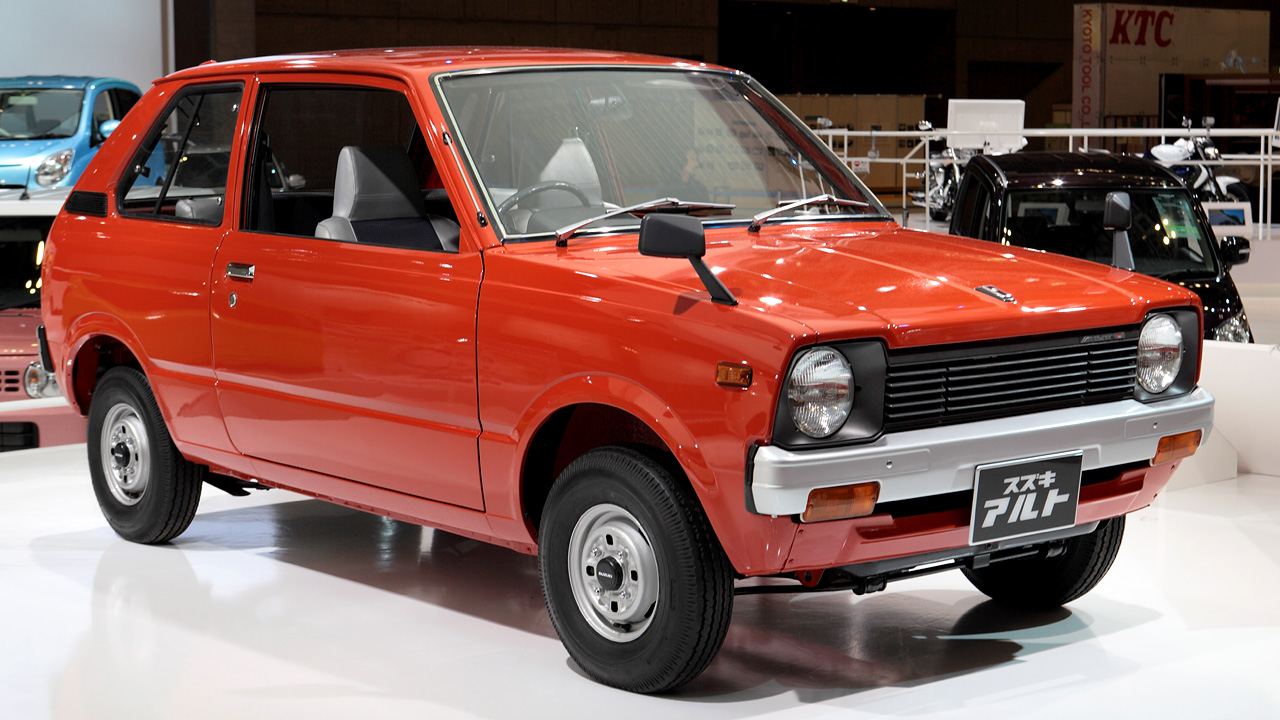
I generacja
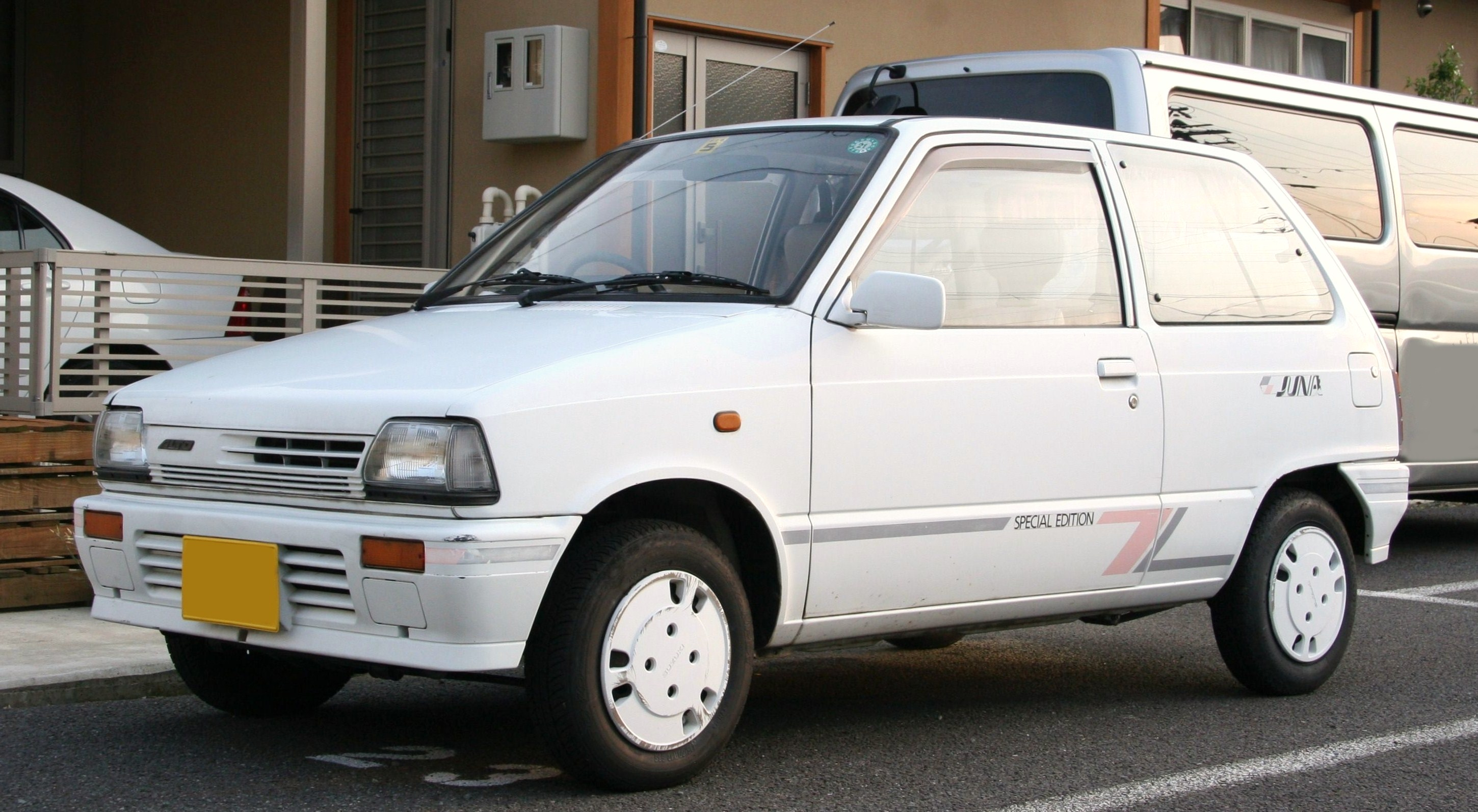
II generacja
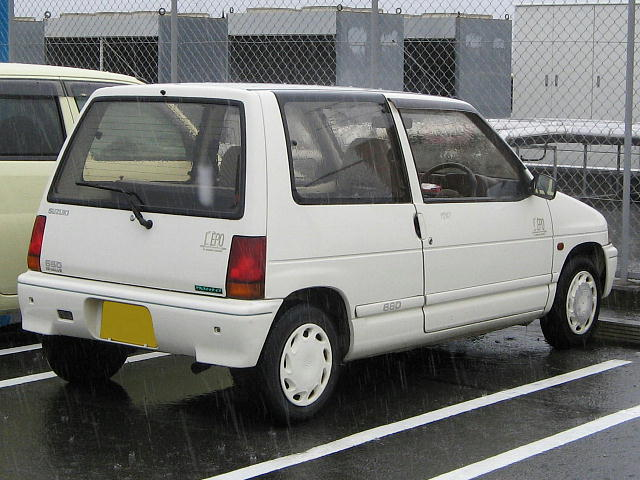
III generacja
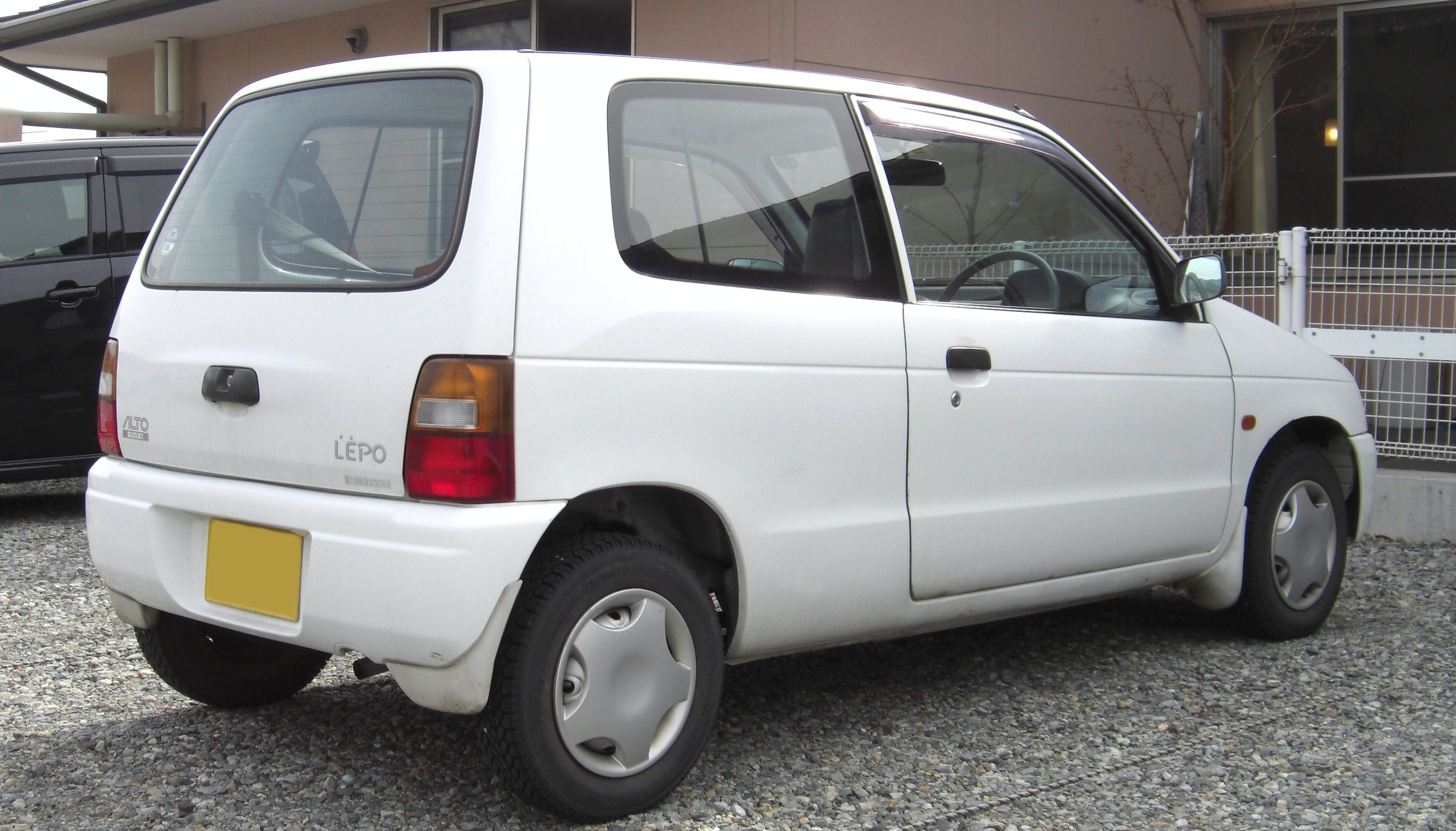
IV generacja
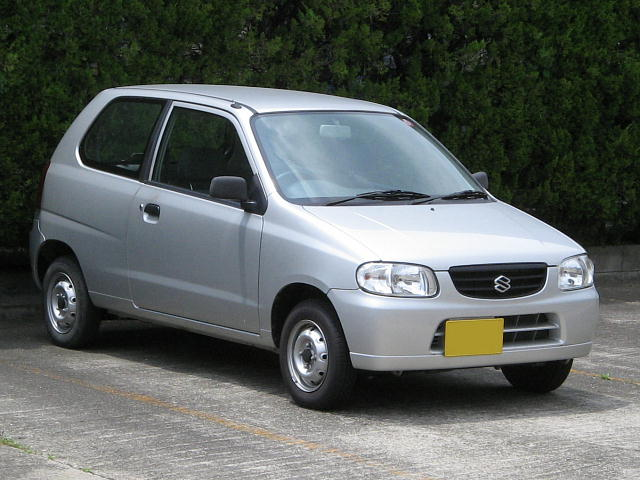
V generacja
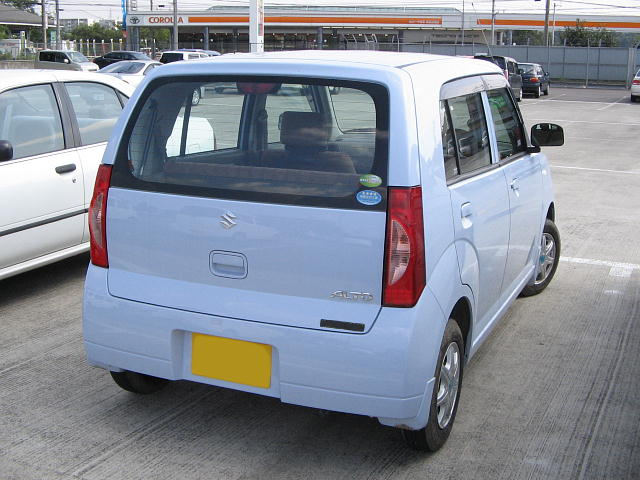
VI generacja
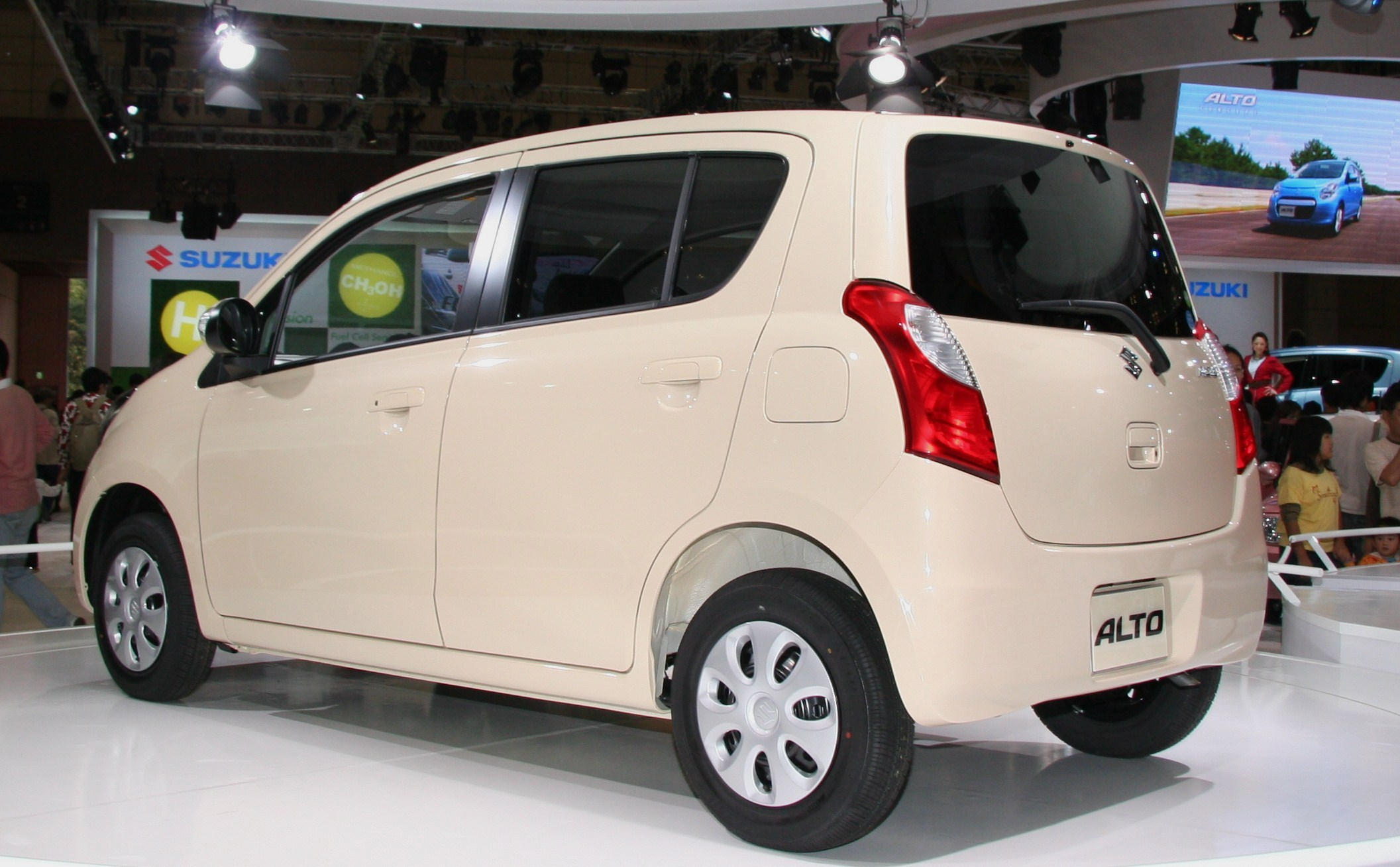
VII generacja
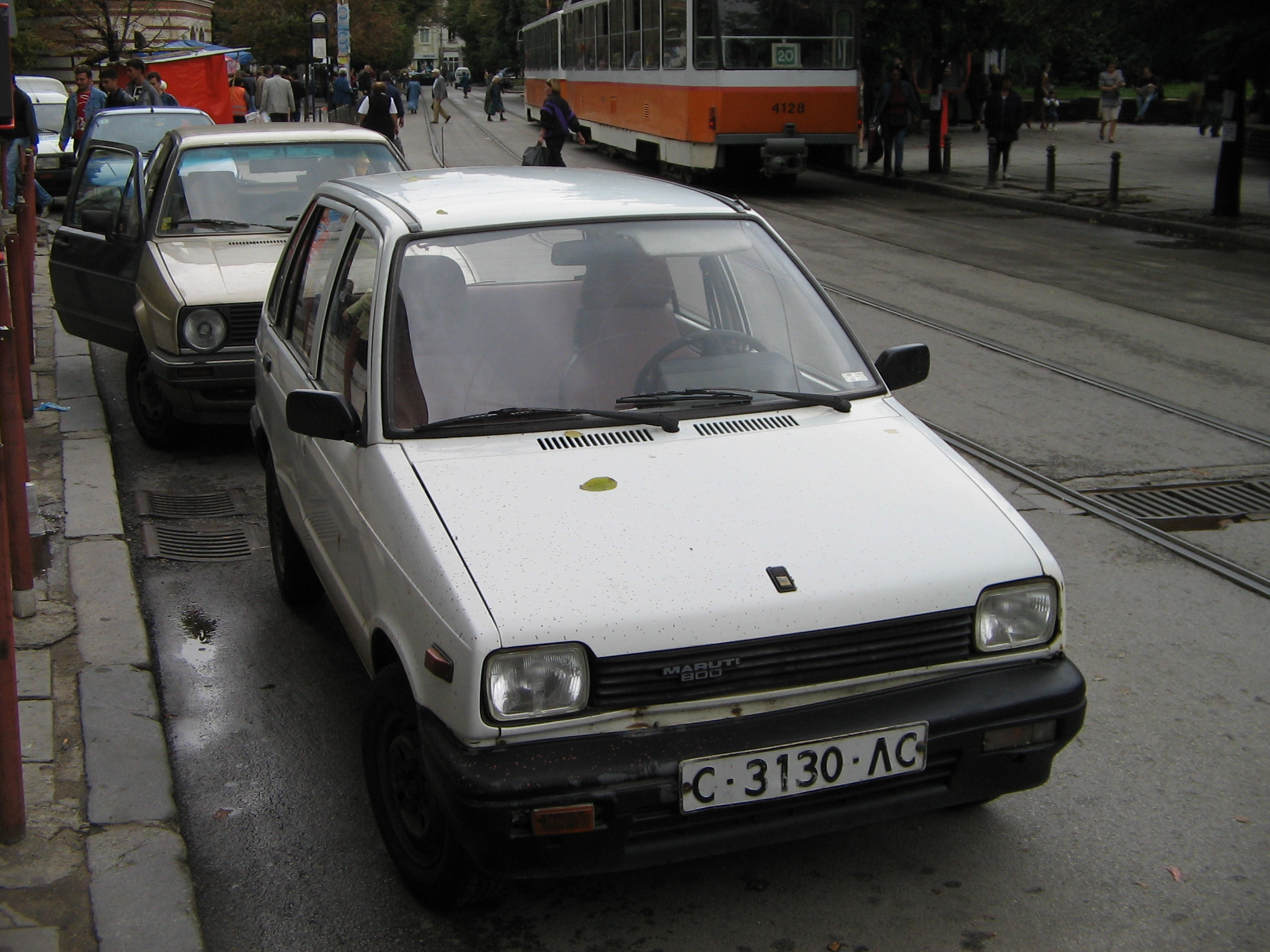
Maruti 800
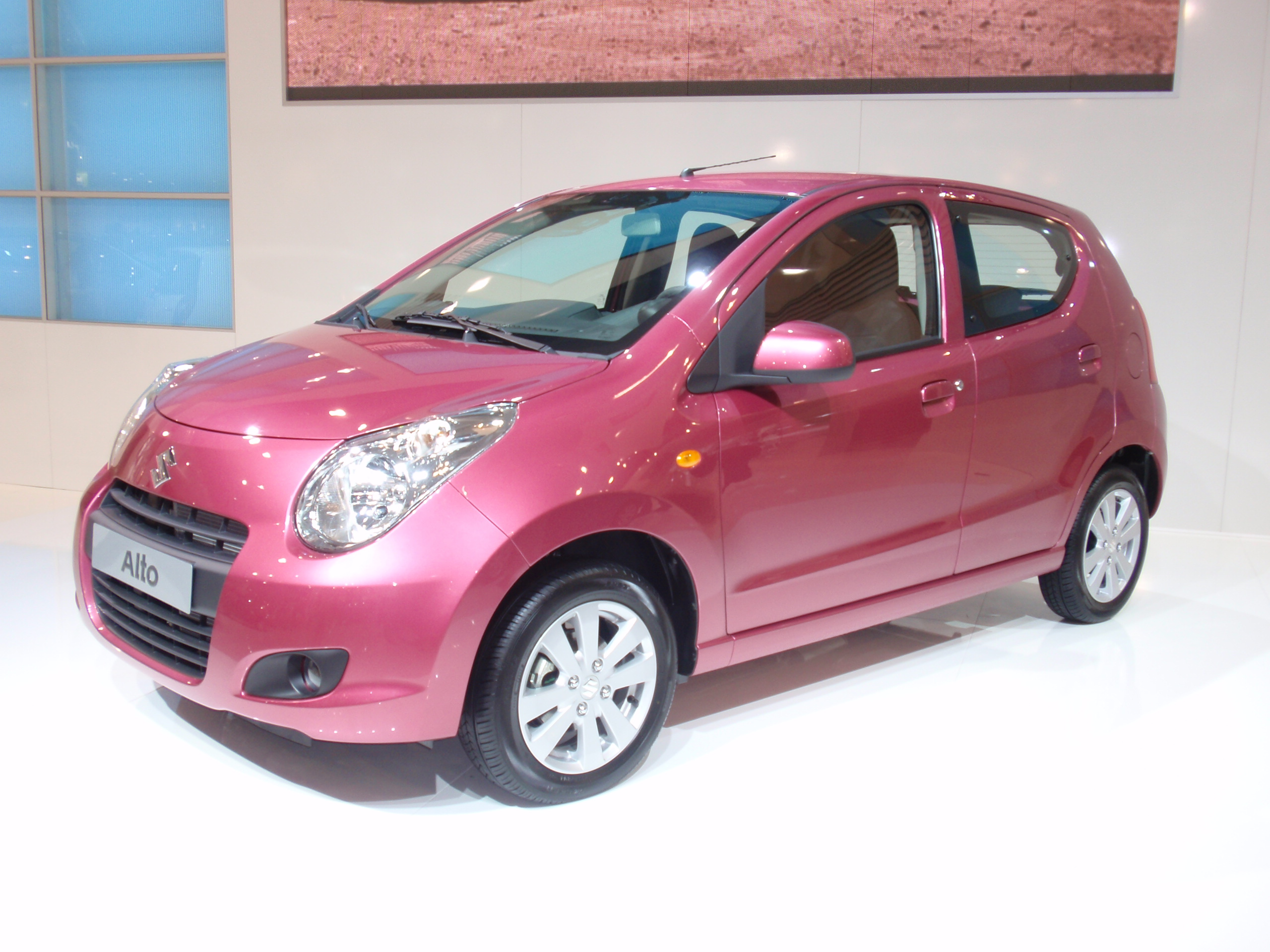
Suzuki Alto A-Star
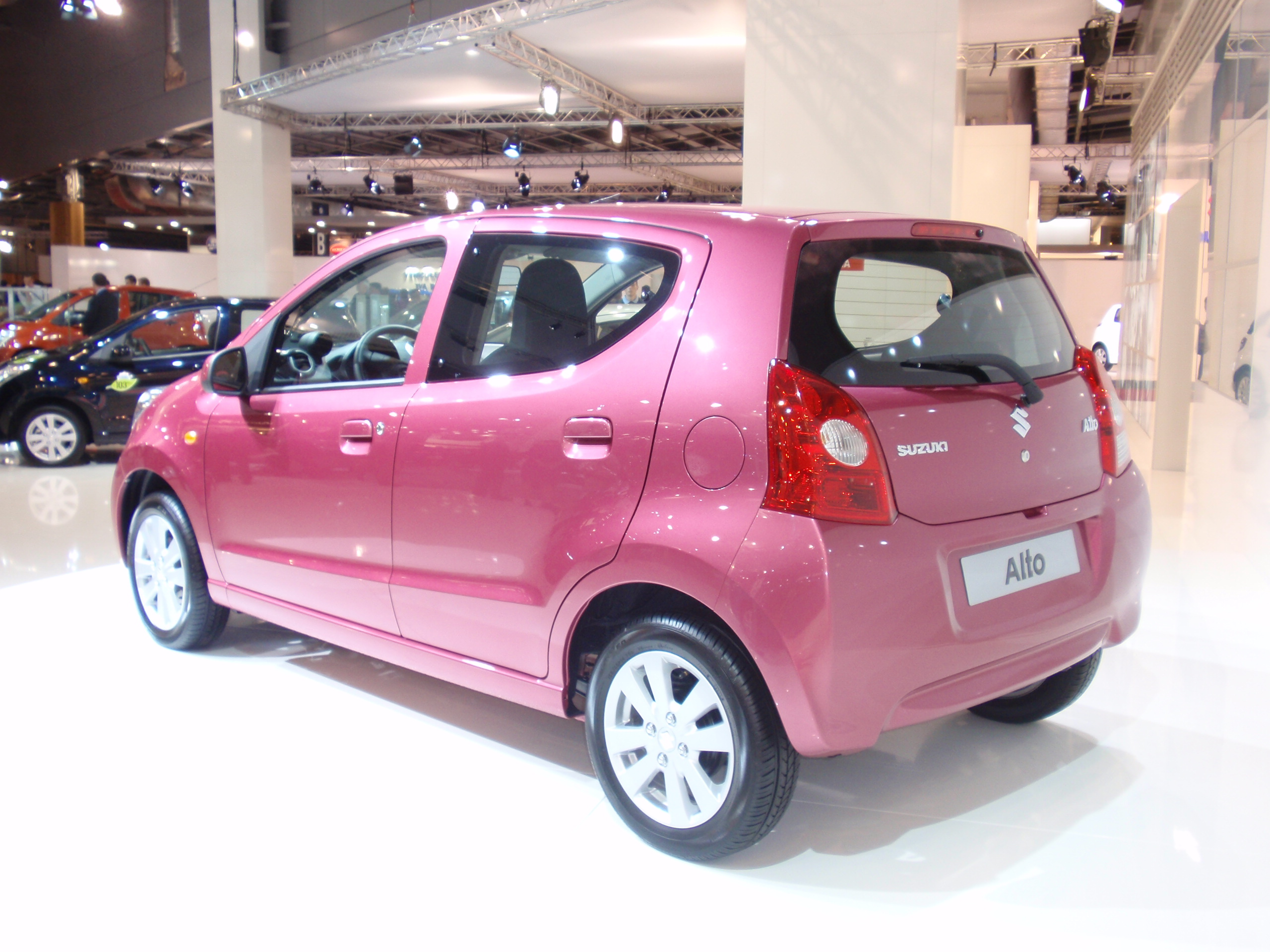
Tył Suzuki Alto A-Star